# Хоккейный клуб «Северсталь» в сезоне 2011/2012
 ХК «Северсталь» (Череповец) в сезоне 2011/2012  — статистика выступлений и деятельность клуба в сезоне 2011/12.

## Итоги предыдущего сезона (2010/11)
По итогам сезона «Северсталь» заняла общее 9 место в КХЛ (5 место в Западной конференции КХЛ; 3 место в Дивизионе Тарасова), тем самым пробившись в плей-офф Кубка Гагарина, где в 1/8 финала уступила мытищинскому «Атланту» со счётом 2:4.
По окончании сезона болельщики в ходе интернет-голосования выбрали лучшего игрока «Северстали» сезона 2010/11. Первое место занял Василий Кошечкин, набравший 29,92 % голосов. Второе место болельщики присудили Евгению Кетову — 17,33 % голосов. Третье место — у Вадима Шипачёва — 15,89 % голосов

## Тренерский штаб
- Александр Смирнов — исполняющий обязанности главного тренера.
- Владимир Воробьёв — тренер.
- Петерис Скудра — тренер по работе с вратарями.
- Дмитрий Пирожков — тренер по физической подготовке.

- Владимир Цыплаков — старший тренер, покинул клуб по ходу сезона.
- Дмитрий Квартальнов — главный тренер, покинул клуб по ходу сезона.

## Трансферы

### Межсезонье
| Поз. | Игрок              | Прежний клуб |
| ---- | ------------------ | ------------ |
| З    | Стаффан Кронвалл   | Юргорден     |
| Н    | Микко Лехтонен     | Шеллефтео    |
| З    | Паси Пуйстола      | ХВ71         |
| Н    | Александр Бойков   | Сибирь       |
| Н    | Андрей Смирнов     | Металлург Нк |
| Н    | Геннадий Столяров  | Динамо Мск   |
| Н    | Руслан Нуртдинов   | Амур         |
| B    | Вадим Тарасов      | Металлург Нк |
| Н    | Андрей Сидякин     | Югра         |
| Н    | Дмитрий Шитиков    | Атлант       |
| Н    | Александр Степанов | Ак Барс      |
| Н    | Николай Стасенко   | Амур         |

| Поз. | Игрок             | Новый клуб          |
| ---- | ----------------- | ------------------- |
| Н    | Сергей Соин       | Динамо Мск          |
| В    | Растислав Станя   | ЦСКА                |
| З    | Кирилл Лямин      | Авангард            |
| З    | Тимми Петтерссон  | Ингольштадт         |
| Н    | Владимир Воробьёв | завершил карьеру    |
| Н    | Станислав Жмакин  | Югра                |
| З    | Денис Баев        | Атлант              |
| Н    | Юрий Трубачёв     | Салават Юлаев       |
| Н    | Николай Бардин    | Югра                |
| Н    | Максим Грачёв     | Бингхэмтон Сенаторс |

## Переходы. Сезон 2011/12
| Поз. | Игрок             | Прежний клуб |
| ---- | ----------------- | ------------ |
| Н    | Евгений Ковыршин  | Шахтёр       |
| Н    | Дмитрий Власенков | Авангард     |
| Н    | Никлас Бергфорс   | Ак Барс      |
| Н    | Никита Алексеев   | Ак Барс      |

| Поз. | Игрок           | Новый клуб |
| ---- | --------------- | ---------- |
| Н    | Дмитрий Шитиков | Амур       |
| Н    | Йозеф Страка    | Ак Барс    |

## Результаты драфта КХЛ
По результатам драфта КХЛ 2011 года, принадлежат права на хоккеистов:
- Йоэль Армиа — нападающий (№ 14, 1 раунд) — Эссят
- Калле Ярнкрок — нападающий (№ 43, 2 раунд) — Брюнес
- Никита Крамской — нападающий (№ 72, 3 раунд) — ЦСКА
- Сергей Купцов — нападающий (№ 99, 4 раунд) — Салават Юлаев
- Никита Квартальнов — нападающий (№ 122, 5 раунд) — Северсталь
- Даниэль Пржибыл — нападающий (№ 126, 5 раунд) — Спарта

## Хроника по месяцам

### Октябрь
- 04.10.11 — Вадим Шипачёв был признан лучшим нападающим КХЛ по итогам сентября[30].
- 05.10.11 — Вадим Шипачёв был признан лучшим игроком «Северстали» в сентябре по итогам опроса болельщиков[31].
- 26.10.11 — Максим Чудинов и Вадим Шипачёв были включены в предварительный состав сборной России для участия в турнире «Кубок Карьяла»[32].
- 27.10.11 — Богдан Киселевич был включён в предварительный состав второй сборной России для участия в турнире «Кубок Полесья»[33].

### Ноябрь
- 04.11.11 — Вадим Шипачёв был признан лучшим игроком «Северстали» в октябре по итогам опроса болельщиков[34].
- 08.11.11 — Вадим Шипачёв, Максим Чудинов, Стаффан Кронвалл и Паси Пуйстола были вызваны в составы своих сборных для участия в турнире «Кубок Карьяла»[35].
- 14.11.11 — Вадим Шипачёв и Максим Чудинов в составе сборной России стали обладателями «Кубка Карьяла»[36].
- 14.11.11 — Богдан Киселевич в составе второй сборной России стал обладателем «Кубка Полесья»[36].

### Декабрь
- 02.12.11 — Вадим Шипачёв был признан лучшим нападающим КХЛ по итогам ноября[37].
- 04.12.11 — Вадим Шипачёв был признан лучшим игроком «Северстали» в ноябре по итогам опроса болельщиков[38].
- 05.12.11 — Вадим Шипачёв и Максим Чудинов были выбраны в первую пятёрку сборной Западной конференции на матч «Всех звёзд»[39].
- 05.12.11 — Максим Чудинов, Вадим Шипачёв и Евгений Кетов были включены в предварительный состав сборной России для участия в турнире «Кубок Первого канала»[40].
- 19.12.11 — Стаффан Кронвалл стал победителем, а также лучшим защитником и бомбардиром «Кубка Первого канала»[41].
- 23.12.11 — Игнат Земченко был включён в состав молодёжной сборной России для участия в чемпионате мира[42].

### Январь
- 03.01.12 — Вадим Тарасов был признан лучшим игроком «Северстали» в декабре по итогам опроса болельщиков[43].
- 06.01.12 — Игнат Земченко стал обладателем серебряных медалей молодёжного чемпионата мира[44].

### Февраль
- 01.02.12 — Максим Чудинов и Вадим Шипачёв были включены в состав сборной России для участия в турнире «Хоккейные игры ODDSET»[45].
- 03.02.12 — Никлас Бергфорс был признан лучшим игроком «Северстали» в январе по итогам опроса болельщиков[46].

### Март
- 03.02.12 — Василий Кошечкин был признан лучшим игроком «Северстали» в феврале по итогам опроса болельщиков[47].

## Результаты матчей

### Межсезонье

#### Сбор в Финляндии
| 2 августа 2011 | КооКоо | 1 : 3 (1:1, 0:1, 0:1) | Северсталь | Коуволан Яаахалли |

| Отчёт                                | Отчёт                   | Отчёт                                                                                                 | Отчёт              | Отчёт            |
| ------------------------------------ | ----------------------- | --- | ------------------ | ---------------- |
|                                      |                         | |                    |                  |
|                                      | Рямё                    | Вратари                                                                                               | Тарасов / Смирягин | Судьи: Луома Яни |
|                                      | Голы:                   | |                    | Судьи: Луома Яни |
| Сувасалми (Мухонен, Сирен) 3' (бол.) | 1 : 0 1 : 1 1 : 2 1 : 3 | Трунёв (Сидякин, Беркутов) 9' (бол.) Казаковцев (Столяров, Паньшин) 32' Смирнов (Кокуёв, Кузьмин) 51' |                    | Судьи: Луома Яни |
|                                      |                         | |                    | Судьи: Луома Яни |
|                                      |                         | |                    | Судьи: Луома Яни |
|                                      |                         | |                    | Судьи: Луома Яни |
| 12 мин                               | Штраф                   | 20 мин                                                                                                |                    | Судьи: Луома Яни |
|                                      |                         | |                    |                  |
|                                      |                         | |                    |                  |

| 4 августа 2011 | Салават Юлаев | 5 : 3 (2:2, 2:1, 1:0) | Северсталь | Финляндия |

| Отчёт | Отчёт                                           | Отчёт                                                                                               | Отчёт               | Отчёт                       |
| --- | ----------------------------------------------- | --------------------------------------------------------------------------------------------------- | ------------------- | --------------------------- |
| |                                                 | |                     |                             |
| | Колесник                                        | Вратари                                                                                             | Кошечкин / Смирягин | Судьи: Версалайнен Ниеминен |
| | Голы:                                           | |                     | Судьи: Версалайнен Ниеминен |
| Свитов (Мирнов,Твердовский) 11' Трубачёв (Атюшов,Нильссон) 14' (бол.) Мамин (Сушинский,А. Радулов) 31' Гимаев (Мамин) 39' Счастливый (А. Радулов,Кутейкин) 44' | 0 : 1 0 : 2 1 : 2 2 : 2 2 : 3 3 : 3 4 : 3 5 : 3 | Нуртдинов (Сидякин,Кетов) 1' (бол.) Земченко (Монс,Бойков) 5' (бол.) Смирнов (Кокуёв, Антропов) 23' |                     | Судьи: Версалайнен Ниеминен |
| |                                                 | |                     | Судьи: Версалайнен Ниеминен |
| |                                                 | |                     | Судьи: Версалайнен Ниеминен |
| |                                                 | |                     | Судьи: Версалайнен Ниеминен |
| 12 мин | Штраф                                           | 10 мин                                                                                              |                     | Судьи: Версалайнен Ниеминен |
| |                                                 | |                     |                             |
| |                                                 | |                     |                             |

#### Сбор в Швейцарии
| 12 августа 2011 | Цюрих | 2 : 0 (0:0, 0:0, 2:0) | Северсталь | Халленштадион |

| Отчёт                                              | Отчёт       | Отчёт   | Отчёт   | Отчёт                  |
| -------------------------------------------------- | ----------- | ------- | ------- | ---------------------- |
|                                                    |             |         |         |                        |
|                                                    | Флюлер      | Вратари | Тарасов | Судьи: Пруггер Струбер |
|                                                    | Голы:       |         |         | Судьи: Пруггер Струбер |
| Даун (Амбюль, Гобби) 54' Амбюль (Мёрфи) 56' (бол.) | 1 : 0 2 : 0 |         |         | Судьи: Пруггер Струбер |
|                                                    |             |         |         | Судьи: Пруггер Струбер |
|                                                    |             |         |         | Судьи: Пруггер Струбер |
|                                                    |             |         |         | Судьи: Пруггер Струбер |
| 10 мин                                             | Штраф       | 14 мин  |         | Судьи: Пруггер Струбер |
|                                                    |             |         |         |                        |
|                                                    |             |         |         |                        |

| 17 августа 2011 | Лугано | 5 : 2 (3:0, 1:2, 1:0) | Северсталь | Ресега |

| Отчёт | Отчёт                                     | Отчёт                                                  | Отчёт              | Отчёт                   |
| --- | ----------------------------------------- | ------------------------------------------------------ | ------------------ | ----------------------- |
| |                                           |                                                        |                    |                         |
| | Айбишер                                   | Вратари                                                | Тарасов / Смирягин | Судьи: Пруггер Эспиноса |
| | Голы:                                     |                                                        |                    | Судьи: Пруггер Эспиноса |
| Йорг (Саннитц) 6' Беднарж (Ринтанен) 12' Саннитц (Роми) 13' Беднарж (Ринтанен, Нуммелин) 21' Камбер (Штайнер) 47' | 1 : 0 2 : 0 3 : 0 3 : 1 4 : 1 4 : 2 5 : 2 | Лехтонен (Паньшин) 21' Паньшин (Лехтонен,Кронвалл) 28' |                    | Судьи: Пруггер Эспиноса |
| |                                           |                                                        |                    | Судьи: Пруггер Эспиноса |
| |                                           |                                                        |                    | Судьи: Пруггер Эспиноса |
| |                                           |                                                        |                    | Судьи: Пруггер Эспиноса |
| 22 мин | Штраф                                     | 20 мин                                                 |                    | Судьи: Пруггер Эспиноса |
| |                                           |                                                        |                    |                         |
| |                                           |                                                        |                    |                         |

| 18 августа 2011 | Биль | 1 : 4 (0:0, 1:3, 0:1) | Северсталь | Айсштадион Биль |

| Отчёт                         | Отчёт                         | Отчёт                                                                                        | Отчёт    | Отчёт             |
| ----------------------------- | ----------------------------- | -------------------------------------------------------------------------------------------- | -------- | ----------------- |
|                               |                               |                                                                                              |          |                   |
|                               | Берра                         | Вратари                                                                                      | Кошечкин | Судьи: Айшманн Юэ |
|                               | Голы:                         |                                                                                              |          | Судьи: Айшманн Юэ |
| Бодойн (Веллингер) 24' (бол.) | 1 : 0 1 : 1 1 : 2 1 : 3 1 : 4 | Лехтонен (Цветков) 25' Шипачёв (Кетов) 29' Смирнов (Казаковцев) 30' Казаковцев (Цветков) 60' |          | Судьи: Айшманн Юэ |
|                               |                               |                                                                                              |          | Судьи: Айшманн Юэ |
|                               |                               |                                                                                              |          | Судьи: Айшманн Юэ |
|                               |                               |                                                                                              |          | Судьи: Айшманн Юэ |
| 4 мин                         | Штраф                         | 6 мин                                                                                        |          | Судьи: Айшманн Юэ |
|                               |                               |                                                                                              |          |                   |
|                               |                               |                                                                                              |          |                   |

| 19 августа 2011 | Фрибур-Готтерон | 3 : 1 (0:0, 2:1, 1:0) | Северсталь | Патинуар де Сен-Леонард |

| Отчёт                                                                               | Отчёт                   | Отчёт                               | Отчёт    | Отчёт                |
| ----------------------------------------------------------------------------------- | ----------------------- | ----------------------------------- | -------- | -------------------- |
|                                                                                     |                         |                                     |          |                      |
|                                                                                     | Ритц                    | Вратари                             | Кошечкин | Судьи: Попович Керил |
|                                                                                     | Голы:                   |                                     |          | Судьи: Попович Керил |
| Жеаннин (Роса, Бирбаум) 30' (бол.) Кнёпфли 30' (бол.) Шпрунгер (Быков, Лёффель) 49' | 1 : 0 2 : 0 2 : 1 3 : 1 | Цветков (Немец, Паньшин) 36' (бол.) |          | Судьи: Попович Керил |
|                                                                                     |                         |                                     |          | Судьи: Попович Керил |
|                                                                                     |                         |                                     |          | Судьи: Попович Керил |
|                                                                                     |                         |                                     |          | Судьи: Попович Керил |
| 8 мин                                                                               | Штраф                   | 8 мин                               |          | Судьи: Попович Керил |
|                                                                                     |                         |                                     |          |                      |
|                                                                                     |                         |                                     |          |                      |

#### Матчи в России
| 25 августа 2011 | Динамо Мск | 3 : 4 (0:0, 2:2, 1:2) | Северсталь | МСА «Лужники» |

| Отчёт                                                                       | Отчёт                                     | Отчёт                                                                                                   | Отчёт    | Отчёт                  |
| --------------------------------------------------------------------------- | ----------------------------------------- | --- | -------- | ---------------------- |
|                                                                             |                                           | |          |                        |
|                                                                             | Ерёменко / Волков                         | Вратари                                                                                                 | Кошечкин | Судьи: Кирилин Морозов |
|                                                                             | Голы:                                     | |          | Судьи: Кирилин Морозов |
| Соин (Великов) 29' Комаров (Соин) 35' Комаров (Граняк,Яласваара) 54' (бол.) | 0 : 1 1 : 1 2 : 1 2 : 2 2 : 3 3 : 3 3 : 4 | Лехтонен (Столяров) 26' Нуртдинов (Сидякин) 40' Кетов (Лехтонен) 50' (бол.) Цветков (Лехтонен,Монс) 55' |          | Судьи: Кирилин Морозов |
|                                                                             |                                           | |          | Судьи: Кирилин Морозов |
|                                                                             |                                           | |          | Судьи: Кирилин Морозов |
|                                                                             |                                           | |          | Судьи: Кирилин Морозов |
| 14 мин                                                                      | Штраф                                     | 10 мин                                                                                                  |          | Судьи: Кирилин Морозов |
|                                                                             |                                           | |          |                        |
|                                                                             |                                           | |          |                        |

| 1 сентября 2011 | Локомотив | 5 : 3 (1:3, 3:0, 1:0) | Северсталь | СК «Локомотив» Зрителей: 120 |

| Отчёт | Отчёт                                           | Отчёт                                                                               | Отчёт    | Отчёт                |
| --- | ----------------------------------------------- | ----------------------------------------------------------------------------------- | -------- | -------------------- |
| |                                                 |                                                                                     |          |                      |
| | Вьюхин                                          | Вратари                                                                             | Кошечкин | Судьи: Кушнир Сердюк |
| | Голы:                                           |                                                                                     |          | Судьи: Кушнир Сердюк |
| Остапчук (Рахунек,Демитра) 1' (бол.) Клюкин (Галимов, Краснов) 25' Марек (Кирюхин,Калимулин) 30' Кирюхин 35' (мен.) Рахунек (Демитра) 46' (бол.) | 1 : 0 1 : 1 1 : 2 1 : 3 2 : 3 3 : 3 4 : 3 5 : 3 | Егоршев (Кетов,Шипачёв) 7' (бол.) Шипачёв 10' (мен.) Нуртдинов (Трунёв,Сидякин) 12' |          | Судьи: Кушнир Сердюк |
| |                                                 |                                                                                     |          | Судьи: Кушнир Сердюк |
| |                                                 |                                                                                     |          | Судьи: Кушнир Сердюк |
| |                                                 |                                                                                     |          | Судьи: Кушнир Сердюк |
| 16 мин | Штраф                                           | 14 мин                                                                              |          | Судьи: Кушнир Сердюк |
| |                                                 |                                                                                     |          |                      |
| |                                                 |                                                                                     |          |                      |

| 2 сентября 2011 | Витязь | 4 : 3 (Б) (1:1, 2:1, 1:0, 0:0, 1:0) | Северсталь | ЛХЦ «Витязь» |

| Отчёт                                                                                          | Отчёт                                     | Отчёт                                                         | Отчёт              | Отчёт                    |
| ---------------------------------------------------------------------------------------------- | ----------------------------------------- | ------------------------------------------------------------- | ------------------ | ------------------------ |
|                                                                                                |                                           |                                                               |                    |                          |
|                                                                                                | Далтон / Алистратов                       | Вратари                                                       | Тарасов / Смирягин | Судьи: Феофанов Анисимов |
|                                                                                                | Голы:                                     |                                                               |                    | Судьи: Феофанов Анисимов |
| Анисин (Тарнаски) 20' (бол.) Тарнаски (Панарин) 21' Романов (Марков, Величкин) 38' Тимкин (ПБ) | 0 : 1 1 : 1 2 : 1 2 : 2 3 : 2 3 : 3 4 : 3 | Страка 17' (бол.) Монс (Бойков) 27' Кознев (Шефер) 57' (бол.) |                    | Судьи: Феофанов Анисимов |
|                                                                                                |                                           |                                                               |                    | Судьи: Феофанов Анисимов |
|                                                                                                |                                           |                                                               |                    | Судьи: Феофанов Анисимов |
|                                                                                                |                                           |                                                               |                    | Судьи: Феофанов Анисимов |
| 33 мин                                                                                         | Штраф                                     | 16 мин                                                        |                    | Судьи: Феофанов Анисимов |
|                                                                                                |                                           |                                                               |                    |                          |
|                                                                                                |                                           |                                                               |                    |                          |

Итого: 9 матчей, 3 победы, 6 поражений. Лучшим бомбардиром межсезонья стал Микко Лехтонен, набравший 6 (3+3) баллов за результативность

### КХЛ 2011/2012
| 11 сентября 2011 | Северсталь | 3 : 1 (0:1, 1:0, 2:0) | Динамо Мск | Ледовый дворец (Череповец) Зрителей: 4500 |

| Отчёт                                                                                                | Отчёт                   | Отчёт                              | Отчёт    | Отчёт                    |
| --- | ----------------------- | ---------------------------------- | -------- | ------------------------ |
| |                         |                                    |          |                          |
| | Кошечкин                | Вратари                            | Ерёменко | Судьи: Васильев Ромасько |
| | Голы:                   |                                    |          | Судьи: Васильев Ромасько |
| Киселевич (Шипачёв,Кетов) 37' Шипачёв (Чудинов,Кетов) 42' (бол.) Кетов (Шипачёв,Пуйстола) 45' (бол.) | 0 : 1 1 : 1 2 : 1 3 : 1 | Граняк (Комаров,Толпеко) 2' (бол.) |          | Судьи: Васильев Ромасько |
| |                         |                                    |          | Судьи: Васильев Ромасько |
| |                         |                                    |          | Судьи: Васильев Ромасько |
| |                         |                                    |          | Судьи: Васильев Ромасько |
| 6 мин                                                                                                | Штраф                   | 12 мин                             |          | Судьи: Васильев Ромасько |
| |                         |                                    |          |                          |
| | 33                      | Броски                             | 27       |                          |

| 18 сентября 2011 | Северсталь | 6 : 2 (1:0, 1:1, 4:1) | Торпедо НН | Ледовый дворец (Череповец) Зрителей: 4670 |

| Отчёт | Отчёт                                           | Отчёт                                                             | Отчёт    | Отчёт               |
| --- | ----------------------------------------------- | ----------------------------------------------------------------- | -------- | ------------------- |
| |                                                 |                                                                   |          |                     |
| | Кошечкин                                        | Вратари                                                           | Туоккола | Судьи: Буланов Соин |
| | Голы:                                           |                                                                   |          | Судьи: Буланов Соин |
| Цветков (Лехтонен,Немец) 12' (бол.) Нуртдинов (Чудинов,Кронвалл) 39' Столяров (Кетов) 44' Кетов (Шипачёв,Егоршев) 49' Нуртдинов (Трунёв,Сидякин) 51' Трунёв (Чудинов,Шипачёв) 56' | 1 : 0 1 : 1 2 : 1 3 : 1 4 : 1 5 : 1 5 : 2 6 : 2 | Эллисон (Тёрнберг) 31' (бол.) Галузин (Горошанский, Крикунов) 53' |          | Судьи: Буланов Соин |
| |                                                 |                                                                   |          | Судьи: Буланов Соин |
| |                                                 |                                                                   |          | Судьи: Буланов Соин |
| |                                                 |                                                                   |          | Судьи: Буланов Соин |
| 10 мин | Штраф                                           | 10 мин                                                            |          | Судьи: Буланов Соин |
| |                                                 |                                                                   |          |                     |
| | 36                                              | Броски                                                            | 41       |                     |

| 22 сентября 2011 | Авангард | 5 : 2 (1:0, 1:2, 3:0) | Северсталь | Арена Омск Зрителей: 7035 |

| Отчёт | Отчёт                                     | Отчёт                                                        | Отчёт    | Отчёт                    |
| --- | ----------------------------------------- | ------------------------------------------------------------ | -------- | ------------------------ |
| |                                           |                                                              |          |                          |
| | Рямё                                      | Вратари                                                      | Кошечкин | Судьи: Раводин Сафиуллов |
| | Голы:                                     |                                                              |          | Судьи: Раводин Сафиуллов |
| Червенка (Калюжный) 7' (мен.) Платонов (Калюжный,Червенка) 23' (бол.) Нестеров (Калинин,Бердников) 50' Аверин (Нестеров) 52' Калюжный (Червенка,Шкоула) 60' (бол.) | 1 : 0 2 : 0 2 : 1 2 : 2 3 : 2 4 : 2 5 : 2 | Шипачёв (Кронвалл) 26' (бол.) Шитиков (Киселевич,Страка) 33' |          | Судьи: Раводин Сафиуллов |
| |                                           |                                                              |          | Судьи: Раводин Сафиуллов |
| |                                           |                                                              |          | Судьи: Раводин Сафиуллов |
| |                                           |                                                              |          | Судьи: Раводин Сафиуллов |
| 58 мин | Штраф                                     | 18 мин                                                       |          | Судьи: Раводин Сафиуллов |
| |                                           |                                                              |          |                          |
| | 33                                        | Броски                                                       | 20       |                          |

| 24 сентября 2011 | Металлург Мг | 2 : 5 (1:2, 1:2, 0:1) | Северсталь | Арена-Металлург Зрителей: 6078 |

| Отчёт                                                                       | Отчёт                                     | Отчёт | Отчёт   | Отчёт                   |
| --------------------------------------------------------------------------- | ----------------------------------------- | --- | ------- | ----------------------- |
|                                                                             |                                           | |         |                         |
|                                                                             | Гелашвили / Лисутин                       | Вратари | Тарасов | Судьи: Анисимов Семёнов |
|                                                                             | Голы:                                     | |         | Судьи: Анисимов Семёнов |
| Фёдоров (Кукконен,Бондарев) 9' (бол.) Ролинек (Бирюков,Аалтонен) 39' (бол.) | 1 : 0 1 : 1 1 : 2 1 : 3 1 : 4 2 : 4 2 : 5 | Чудинов (Цветков,Шипачёв) 14' (бол.) Трунёв (Чудинов) 19' Кронвалл (Сидякин,Нуртдинов) 33' Страка (Цветков,Шефер) 35' (бол.) Чудинов (Кронвалл) 49' (бол.) |         | Судьи: Анисимов Семёнов |
|                                                                             |                                           | |         | Судьи: Анисимов Семёнов |
|                                                                             |                                           | |         | Судьи: Анисимов Семёнов |
|                                                                             |                                           | |         | Судьи: Анисимов Семёнов |
| 14 мин                                                                      | Штраф                                     | 14 мин |         | Судьи: Анисимов Семёнов |
|                                                                             |                                           | |         |                         |
|                                                                             | 29                                        | Броски | 34      |                         |

| 26 сентября 2011 | Югра | 2 : 4 (0:0, 1:0, 1:4) | Северсталь | Арена-Югра Зрителей: 3000 |

| Отчёт                                                               | Отчёт                               | Отчёт | Отчёт    | Отчёт                    |
| ------------------------------------------------------------------- | ----------------------------------- | --- | -------- | ------------------------ |
|                                                                     |                                     | |          |                          |
|                                                                     | Масальскис                          | Вратари | Кошечкин | Судьи: Киселёв Наливайко |
|                                                                     | Голы:                               | |          | Судьи: Киселёв Наливайко |
| Миловзоров (Малюшкин,Лекомцев) 35' Хлынцев (Булянский,Пепеляев) 48' | 1 : 0 1 : 1 1 : 2 2 : 2 2 : 3 2 : 4 | Сидякин (Нуртдинов,Трунёв) 42' Шипачёв (Кетов,Чудинов) 43' Шипачёв (Столяров) 57' Шипачёв (Кетов) 59' (мен.) |          | Судьи: Киселёв Наливайко |
|                                                                     |                                     | |          | Судьи: Киселёв Наливайко |
|                                                                     |                                     | |          | Судьи: Киселёв Наливайко |
|                                                                     |                                     | |          | Судьи: Киселёв Наливайко |
| 16 мин                                                              | Штраф                               | 10 мин |          | Судьи: Киселёв Наливайко |
|                                                                     |                                     | |          |                          |
|                                                                     | 31                                  | Броски | 32       |                          |

| 4 октября 2011 | Северсталь | 0 : 3 (0:1, 0:2, 0:0) | Торпедо НН | Ледовый дворец (Череповец) Зрителей: 4900 |

| Отчёт  | Отчёт             | Отчёт                                                                                     | Отчёт    | Отчёт                     |
| ------ | ----------------- | ----------------------------------------------------------------------------------------- | -------- | ------------------------- |
|        |                   |                                                                                           |          |                           |
|        | Кошечкин          | Вратари                                                                                   | Туоккола | Судьи: Карабанов Феофанов |
|        | Голы:             |                                                                                           |          | Судьи: Карабанов Феофанов |
|        | 0 : 1 0 : 2 0 : 3 | Зайнуллин (Веске,Эллисон) 15' Угаров (Крикунов) 22' Угаров (Варламов,Крикунов) 40' (бол.) |          | Судьи: Карабанов Феофанов |
|        |                   |                                                                                           |          | Судьи: Карабанов Феофанов |
|        |                   |                                                                                           |          | Судьи: Карабанов Феофанов |
|        |                   |                                                                                           |          | Судьи: Карабанов Феофанов |
| 10 мин | Штраф             | 12 мин                                                                                    |          | Судьи: Карабанов Феофанов |
|        |                   |                                                                                           |          |                           |
|        | 24                | Броски                                                                                    | 24       |                           |

| 7 октября 2011 | Северсталь | 4 : 2 (2:1, 0:0, 2:1) | Динамо Рига | Ледовый дворец (Череповец) Зрителей: 4430 |

| Отчёт | Отчёт                               | Отчёт                                                    | Отчёт | Отчёт                  |
| --- | ----------------------------------- | -------------------------------------------------------- | ----- | ---------------------- |
| |                                     |                                                          |       |                        |
| | Кошечкин                            | Вратари                                                  | Ючерс | Судьи: Комаров Семёнов |
| | Голы:                               |                                                          |       | Судьи: Комаров Семёнов |
| Лехтонен (Столяров,Киселевич) 7' Кетов (Шипачёв,Страка) 10' Лехтонен (Цветков,Столяров) 58' Шипачёв (Страка) 58' | 1 : 0 2 : 0 2 : 1 3 : 1 3 : 2 4 : 2 | Спруктс (М. Редлихс) 19' Букартс (Галвиньш,Лусениус) 58' |       | Судьи: Комаров Семёнов |
| |                                     |                                                          |       | Судьи: Комаров Семёнов |
| |                                     |                                                          |       | Судьи: Комаров Семёнов |
| |                                     |                                                          |       | Судьи: Комаров Семёнов |
| 14 мин | Штраф                               | 2 мин                                                    |       | Судьи: Комаров Семёнов |
| |                                     |                                                          |       |                        |
| | 34                                  | Броски                                                   | 44    |                        |

| 9 октября 2011 | Северсталь | 2 : 1 (Б) (0:0, 1:0, 0:1, 0:0, 1:0) | Атлант | Ледовый дворец (Череповец) Зрителей: 5440 |

| Отчёт                             | Отчёт             | Отчёт                      | Отчёт   | Отчёт                |
| --------------------------------- | ----------------- | -------------------------- | ------- | -------------------- |
|                                   |                   |                            |         |                      |
|                                   | Кошечкин          | Вратари                    | Барулин | Судьи: Гофман Одиньш |
|                                   | Голы:             |                            |         | Судьи: Гофман Одиньш |
| Лехтонен (Страка) 33' Страка (ПБ) | 1 : 0 1 : 1 2 : 1 | Закриссон (Радивоевич) 44' |         | Судьи: Гофман Одиньш |
|                                   |                   |                            |         | Судьи: Гофман Одиньш |
|                                   |                   |                            |         | Судьи: Гофман Одиньш |
|                                   |                   |                            |         | Судьи: Гофман Одиньш |
| 4 мин                             | Штраф             | 8 мин                      |         | Судьи: Гофман Одиньш |
|                                   |                   |                            |         |                      |
|                                   | 31                | Броски                     | 35      |                      |

| 12 октября 2011 | Витязь | 4 : 3 (Б) (0:1, 2:2, 1:0, 0:0, 1:0) | Северсталь | ЛХЦ «Витязь» Зрителей: 2600 |

| Отчёт                                                                                           | Отчёт                                     | Отчёт                                                                   | Отчёт   | Отчёт                  |
| ----------------------------------------------------------------------------------------------- | ----------------------------------------- | ----------------------------------------------------------------------- | ------- | ---------------------- |
|                                                                                                 |                                           |                                                                         |         |                        |
|                                                                                                 | Далтон                                    | Вратари                                                                 | Тарасов | Судьи: Балушка Рогачёв |
|                                                                                                 | Голы:                                     |                                                                         |         | Судьи: Балушка Рогачёв |
| Анисин (Чернов,Панарин) 21' Анисин (Головков,Панарин) 25' Панарин (Точицкий) 58' Бердников (ПБ) | 0 : 1 1 : 1 2 : 1 2 : 2 2 : 3 3 : 3 4 : 3 | Кетов (Шипачёв) 11' (бол.) Страка 27' Кетов (Шипачёв,Страка) 32' (бол.) |         | Судьи: Балушка Рогачёв |
|                                                                                                 |                                           |                                                                         |         | Судьи: Балушка Рогачёв |
|                                                                                                 |                                           |                                                                         |         | Судьи: Балушка Рогачёв |
|                                                                                                 |                                           |                                                                         |         | Судьи: Балушка Рогачёв |
| 4 мин                                                                                           | Штраф                                     | 8 мин                                                                   |         | Судьи: Балушка Рогачёв |
|                                                                                                 |                                           |                                                                         |         |                        |
|                                                                                                 | 38                                        | Броски                                                                  | 31      |                        |

| 14 октября 2011 | Сибирь | 3 : 1 (0:0, 1:1, 2:0) | Северсталь | ЛДС «Сибирь» Зрителей: 4953 |

| Отчёт                                                                                            | Отчёт                   | Отчёт                                | Отчёт    | Отчёт                   |
| ------------------------------------------------------------------------------------------------ | ----------------------- | ------------------------------------ | -------- | ----------------------- |
|                                                                                                  |                         |                                      |          |                         |
|                                                                                                  | Брюклер                 | Вратари                              | Кошечкин | Судьи: Кадыров Феофанов |
|                                                                                                  | Голы:                   |                                      |          | Судьи: Кадыров Феофанов |
| Крюков (Санников, Тарасенко) 30' Тарасенко (Шишканов,Белов) 43' Санников (Тарасенко,Лехтеря) 60' | 0 : 1 1 : 1 2 : 1 3 : 1 | Шипачёв (Цветков,Чудинов) 22' (бол.) |          | Судьи: Кадыров Феофанов |
|                                                                                                  |                         |                                      |          | Судьи: Кадыров Феофанов |
|                                                                                                  |                         |                                      |          | Судьи: Кадыров Феофанов |
|                                                                                                  |                         |                                      |          | Судьи: Кадыров Феофанов |
| 10 мин                                                                                           | Штраф                   | 18 мин                               |          | Судьи: Кадыров Феофанов |
|                                                                                                  |                         |                                      |          |                         |
|                                                                                                  | 34                      | Броски                               | 22       |                         |

| 16 октября 2011 | Амур | 4 : 3 (3:1, 1:0, 0:2) | Северсталь | ЛДС «Сибирь» Зрителей: 7100 |

| Отчёт                                                                                        | Отчёт                                     | Отчёт                                                                                     | Отчёт              | Отчёт               |
| -------------------------------------------------------------------------------------------- | ----------------------------------------- | ----------------------------------------------------------------------------------------- | ------------------ | ------------------- |
|                                                                                              |                                           |                                                                                           |                    |                     |
|                                                                                              | Мурыгин                                   | Вратари                                                                                   | Кошечкин / Тарасов | Судьи: Гусев Одиньш |
|                                                                                              | Голы:                                     |                                                                                           |                    | Судьи: Гусев Одиньш |
| Шулаков (Лугин) 2' Закиев (Мяенпяя) 4' Врана (Ежов, Петружалек) 5' Никулин (Александров) 33' | 1 : 0 2 : 0 3 : 0 3 : 1 4 : 1 4 : 2 4 : 3 | Степанов (Цветков,Лехтонен) 12' (бол.) Кетов (Чудинов,Шипачёв) 50' Лехтонен (Цветков) 59' |                    | Судьи: Гусев Одиньш |
|                                                                                              |                                           |                                                                                           |                    | Судьи: Гусев Одиньш |
|                                                                                              |                                           |                                                                                           |                    | Судьи: Гусев Одиньш |
|                                                                                              |                                           |                                                                                           |                    | Судьи: Гусев Одиньш |
| 10 мин                                                                                       | Штраф                                     | 10 мин                                                                                    |                    | Судьи: Гусев Одиньш |
|                                                                                              |                                           |                                                                                           |                    |                     |
|                                                                                              | 41                                        | Броски                                                                                    | 37                 |                     |

| 18 октября 2011 | Металлург Нк | 2 : 3 (0:1, 1:2, 1:0) | Северсталь | Дворец спорта кузнецких металлургов Зрителей: 4000 |

| Отчёт                                                               | Отчёт                         | Отчёт                                                                                          | Отчёт    | Отчёт                  |
| ------------------------------------------------------------------- | ----------------------------- | ---------------------------------------------------------------------------------------------- | -------- | ---------------------- |
|                                                                     |                               |                                                                                                |          |                        |
|                                                                     | Лассила / Лазушин             | Вратари                                                                                        | Кошечкин | Судьи: Рогачёв Раводин |
|                                                                     | Голы:                         |                                                                                                |          | Судьи: Рогачёв Раводин |
| Кагарлицкий (Кузьмин,Логинов) 23' Медведев (Мегалинский) 50' (бол.) | 0 : 1 1 : 1 1 : 2 1 : 3 2 : 3 | Сидякин (Стасенко,Нуртдинов) 3' Лехтонен (Цветков,Степанов) 32' (бол.) Лехтонен (Пуйстола) 35' |          | Судьи: Рогачёв Раводин |
|                                                                     |                               |                                                                                                |          | Судьи: Рогачёв Раводин |
|                                                                     |                               |                                                                                                |          | Судьи: Рогачёв Раводин |
|                                                                     |                               |                                                                                                |          | Судьи: Рогачёв Раводин |
| 17 мин                                                              | Штраф                         | 13 мин                                                                                         |          | Судьи: Рогачёв Раводин |
|                                                                     |                               |                                                                                                |          |                        |
|                                                                     | 31                            | Броски                                                                                         | 28       |                        |

| 22 октября 2011 | Северсталь | 1 : 3 (0:1, 0:1, 1:1) | Нефтехимик | Ледовый дворец (Череповец) Зрителей: 5300 |

| Отчёт                          | Отчёт                   | Отчёт                                                                  | Отчёт      | Отчёт               |
| ------------------------------ | ----------------------- | ---------------------------------------------------------------------- | ---------- | ------------------- |
|                                |                         |                                                                        |            |                     |
|                                | Кошечкин                | Вратари                                                                | Франскевич | Судьи: Балушка Деев |
|                                | Голы:                   |                                                                        |            | Судьи: Балушка Деев |
| Трунёв (Нуртдинов,Сидякин) 58' | 0 : 1 0 : 2 0 : 3 1 : 3 | Щитов (Полыгалов,Сергеев) 13' Кваша (Мянтюля) 29' (бол.) Бортников 45' |            | Судьи: Балушка Деев |
|                                |                         |                                                                        |            | Судьи: Балушка Деев |
|                                |                         |                                                                        |            | Судьи: Балушка Деев |
|                                |                         |                                                                        |            | Судьи: Балушка Деев |
| 4 мин                          | Штраф                   | 16 мин                                                                 |            | Судьи: Балушка Деев |
|                                |                         |                                                                        |            |                     |
|                                | 44                      | Броски                                                                 | 16         |                     |

| 24 октября 2011 | Северсталь | 4 : 2 (1:1, 3:0, 0:1) | Салават Юлаев | Ледовый дворец (Череповец) Зрителей: 4530 |

| Отчёт                                                                                      | Отчёт                               | Отчёт                                               | Отчёт    | Отчёт                  |
| ------------------------------------------------------------------------------------------ | ----------------------------------- | --------------------------------------------------- | -------- | ---------------------- |
|                                                                                            |                                     |                                                     |          |                        |
|                                                                                            | Тарасов                             | Вратари                                             | Колесник | Судьи: Захаров Комаров |
|                                                                                            | Голы:                               |                                                     |          | Судьи: Захаров Комаров |
| Сидякин (Трунёв) 8' Чудинов (Шипачёв) 22' (бол.) Шипачёв 26' Страка (Пуйстола,Шипачёв) 33' | 0 : 1 1 : 1 2 : 1 3 : 1 4 : 1 4 : 2 | Козлов (Кутейкин) 5' Прошкин (Сушинский) 50' (бол.) |          | Судьи: Захаров Комаров |
|                                                                                            |                                     |                                                     |          | Судьи: Захаров Комаров |
|                                                                                            |                                     |                                                     |          | Судьи: Захаров Комаров |
|                                                                                            |                                     |                                                     |          | Судьи: Захаров Комаров |
| 39 мин                                                                                     | Штраф                               | 10 мин                                              |          | Судьи: Захаров Комаров |
|                                                                                            |                                     |                                                     |          |                        |
|                                                                                            | 33                                  | Броски                                              | 34       |                        |

| 26 октября 2011 | Северсталь | 4 : 0 (2:0, 1:0, 1:0) | Ак Барс | Ледовый дворец (Череповец) Зрителей: 5650 |

| Отчёт | Отчёт                   | Отчёт   | Отчёт   | Отчёт               |
| --- | ----------------------- | ------- | ------- | ------------------- |
| |                         |         |         |                     |
| | Кошечкин                | Вратари | Веханен | Судьи: Рённ Раводин |
| | Голы:                   |         |         | Судьи: Рённ Раводин |
| Страка (Чудинов,Шипачёв) 10' Шипачёв (Чудинов,Казаковцев) 12' Кетов (Чудинов,Страка) 38' Чудинов (Степанов,Лехтонен) 45' | 1 : 0 2 : 0 3 : 0 4 : 0 |         |         | Судьи: Рённ Раводин |
| |                         |         |         | Судьи: Рённ Раводин |
| |                         |         |         | Судьи: Рённ Раводин |
| |                         |         |         | Судьи: Рённ Раводин |
| 14 мин | Штраф                   | 16 мин  |         | Судьи: Рённ Раводин |
| |                         |         |         |                     |
| | 27                      | Броски  | 41      |                     |

| 29 октября 2011 | ЦСКА | 3 : 2 (ОТ) (2:0, 0:1, 0:1, 1:0) | Северсталь | ЛСК ЦСКА Зрителей: 2800 |

| Отчёт                                                                 | Отчёт                         | Отчёт                                                  | Отчёт    | Отчёт                   |
| --------------------------------------------------------------------- | ----------------------------- | ------------------------------------------------------ | -------- | ----------------------- |
|                                                                       |                               |                                                        |          |                         |
|                                                                       | Гайдученко                    | Вратари                                                | Кошечкин | Судьи: Васильев Комаров |
|                                                                       | Голы:                         |                                                        |          | Судьи: Васильев Комаров |
| Часлава (Перссон) 2' Гуськов (Бадюков,Кулёмин) 8' Пашнин (Буцаев) 63' | 1 : 0 2 : 0 2 : 1 2 : 2 3 : 2 | Кронвалл (Лехтонен) 31' Чудинов (Кронвалл,Шипачёв) 46' |          | Судьи: Васильев Комаров |
|                                                                       |                               |                                                        |          | Судьи: Васильев Комаров |
|                                                                       |                               |                                                        |          | Судьи: Васильев Комаров |
|                                                                       |                               |                                                        |          | Судьи: Васильев Комаров |
| 8 мин                                                                 | Штраф                         | 2 мин                                                  |          | Судьи: Васильев Комаров |
|                                                                       |                               |                                                        |          |                         |
|                                                                       | 28                            | Броски                                                 | 37       |                         |

| 31 октября 2011 | Витязь | 6 : 4 (3:0, 1:4, 2:0) | Северсталь | ЛХЦ «Витязь» Зрителей: 3100 |

| Отчёт | Отчёт                                                       | Отчёт | Отчёт               | Отчёт               |
| --- | ----------------------------------------------------------- | --- | ------------------- | ------------------- |
| |                                                             | |                     |                     |
| | Далтон                                                      | Вратари | Кошечкин / Смирягин | Судьи: Рённ Сергеев |
| | Голы:                                                       | |                     | Судьи: Рённ Сергеев |
| Тимкин (Белоусов, Тарнаски) 7' Бреннан (Туляков) 15' Точицкий (Анисин,Чернов) 18' (бол.) Чернов (Анисин,Панарин) 22' (бол.) Белоусов 51' Панарин 52' | 1 : 0 2 : 0 3 : 0 4 : 0 4 : 1 4 : 2 4 : 3 4 : 4 5 : 4 6 : 4 | Страка (Кетов,Шипачёв) 26' (бол.) Страка (Сидякин,Столяров) 35' Шипачёв (Чудинов,Кронвалл) 39' (бол.) Пуйстола (Трунёв) 39' |                     | Судьи: Рённ Сергеев |
| |                                                             | |                     | Судьи: Рённ Сергеев |
| |                                                             | |                     | Судьи: Рённ Сергеев |
| |                                                             | |                     | Судьи: Рённ Сергеев |
| 8 мин | Штраф                                                       | 4 мин |                     | Судьи: Рённ Сергеев |
| |                                                             | |                     |                     |
| | 23                                                          | Броски | 48                  |                     |

| 2 ноября 2011 | Лев | 5 : 0 (2:0, 3:0, 0:0) | Северсталь | Татравагонка Арена Зрителей: 4059 |

| Отчёт                                                                                              | Отчёт                         | Отчёт   | Отчёт               | Отчёт              |
| -------------------------------------------------------------------------------------------------- | ----------------------------- | ------- | ------------------- | ------------------ |
| |                               |         |                     |                    |
| | Лацо                          | Вратари | Кошечкин / Смирягин | Судьи: Гусев Белов |
| | Голы:                         |         |                     | Судьи: Гусев Белов |
| Лундберг (Секач) 8' Микуш 9' Лундберг (Фабрициус, Секач) 23' Секач (Льюис) 30' Кристек (Микуш) 52' | 1 : 0 2 : 0 3 : 0 4 : 0 5 : 0 |         |                     | Судьи: Гусев Белов |
| |                               |         |                     | Судьи: Гусев Белов |
| |                               |         |                     | Судьи: Гусев Белов |
| |                               |         |                     | Судьи: Гусев Белов |
| 12 мин                                                                                             | Штраф                         | 12 мин  |                     | Судьи: Гусев Белов |
| |                               |         |                     |                    |
| | 40                            | Броски  | 17                  |                    |

| 4 ноября 2011 | Динамо Минск | 3 : 0 (0:0, 2:0, 1:0) | Северсталь | Минск-Арена Зрителей: 15 060 |

| Отчёт                                                                          | Отчёт             | Отчёт   | Отчёт    | Отчёт               |
| ------------------------------------------------------------------------------ | ----------------- | ------- | -------- | ------------------- |
|                                                                                |                   |         |          |                     |
|                                                                                | Лаланд            | Вратари | Смирягин | Судьи: Деев Рогачёв |
|                                                                                | Голы:             |         |          | Судьи: Деев Рогачёв |
| Пивко (Лайне,Обшут) 29' (бол.) Денисов (Лайне) 34' (бол.) Кулаков (Словак) 60' | 1 : 0 2 : 0 3 : 0 |         |          | Судьи: Деев Рогачёв |
|                                                                                |                   |         |          | Судьи: Деев Рогачёв |
|                                                                                |                   |         |          | Судьи: Деев Рогачёв |
|                                                                                |                   |         |          | Судьи: Деев Рогачёв |
| 14 мин                                                                         | Штраф             | 6 мин   |          | Судьи: Деев Рогачёв |
|                                                                                |                   |         |          |                     |
|                                                                                | 27                | Броски  | 22       |                     |

| 6 ноября 2011 | Динамо Рига | 1 : 4 (0:0, 2:0, 1:0) | Северсталь | Арена Рига Зрителей: 6680 |

| Отчёт                    | Отчёт                         | Отчёт | Отчёт    | Отчёт                  |
| ------------------------ | ----------------------------- | --- | -------- | ---------------------- |
|                          |                               | |          |                        |
|                          | Холт                          | Вратари | Кошечкин | Судьи: Гашилов Сергеев |
|                          | Голы:                         | |          | Судьи: Гашилов Сергеев |
| Карсумс (М. Редлихс) 24' | 1 : 0 1 : 1 1 : 2 1 : 3 1 : 4 | Шипачёв (Цветков) 34' (бол.) Нуртдинов (Столяров,Кетов) 37' (бол.) Степанов (Цветков,Кронвалл) 51' Шипачёв (Кетов,Киселевич) 59' |          | Судьи: Гашилов Сергеев |
|                          |                               | |          | Судьи: Гашилов Сергеев |
|                          |                               | |          | Судьи: Гашилов Сергеев |
|                          |                               | |          | Судьи: Гашилов Сергеев |
| 12 мин                   | Штраф                         | 16 мин |          | Судьи: Гашилов Сергеев |
|                          |                               | |          |                        |
|                          | 36                            | Броски | 28       |                        |

| 16 ноября 2011 | Северсталь | 3 : 5 (2:1, 1:2, 0:2) | Атлант | Ледовый дворец (Череповец) Зрителей: 4940 |

| Отчёт | Отчёт                                           | Отчёт | Отчёт   | Отчёт                |
| --- | ----------------------------------------------- | --- | ------- | -------------------- |
| |                                                 | |         |                      |
| | Кошечкин                                        | Вратари | Барулин | Судьи: Белов Кулаков |
| | Голы:                                           | |         | Судьи: Белов Кулаков |
| Кронвалл (Кетов,Шипачёв) 10' (бол.) Кронвалл (Чудинов,Шипачёв) 20' (бол.) Чудинов (Шипачёв,Кетов) 34' (бол.) | 0 : 1 1 : 1 2 : 1 2 : 2 2 : 3 3 : 3 3 : 4 3 : 5 | Закриссон (Семёнов,Жердев) 3' (бол.) Жердев (Семёнов) 21' Мусатов (Рыбаков,Нискала) 30' Семёнов (Левандовски,Уппер) 48' Андерссон (Семёнов,Жердев) 52' (бол.) |         | Судьи: Белов Кулаков |
| |                                                 | |         | Судьи: Белов Кулаков |
| |                                                 | |         | Судьи: Белов Кулаков |
| |                                                 | |         | Судьи: Белов Кулаков |
| 14 мин | Штраф                                           | 12 мин |         | Судьи: Белов Кулаков |
| |                                                 | |         |                      |
| | 27                                              | Броски | 23      |                      |

| 18 ноября 2011 | Северсталь | 4 : 2 (1:0, 0:0, 3:2) | Динамо Минск | Ледовый дворец (Череповец) Зрителей: 4675 |

| Отчёт | Отчёт                               | Отчёт                                                   | Отчёт  | Отчёт               |
| --- | ----------------------------------- | ------------------------------------------------------- | ------ | ------------------- |
| |                                     |                                                         |        |                     |
| | Тарасов                             | Вратари                                                 | Лаланд | Судьи: Одиньш Щенёв |
| | Голы:                               |                                                         |        | Судьи: Одиньш Щенёв |
| Степанов (Шипачёв,Цветков) 12' (бол.) Столяров (Киселевич,Шипачёв) 46' Нуртдинов (Степанов) 47' (бол.) Шипачёв 60' (мен.) | 1 : 0 1 : 1 2 : 1 3 : 1 3 : 2 4 : 2 | Дрозд (Михалёв) 46' Корсо (Подградски,Плэтт) 50' (бол.) |        | Судьи: Одиньш Щенёв |
| |                                     |                                                         |        | Судьи: Одиньш Щенёв |
| |                                     |                                                         |        | Судьи: Одиньш Щенёв |
| |                                     |                                                         |        | Судьи: Одиньш Щенёв |
| 16 мин | Штраф                               | 18 мин                                                  |        | Судьи: Одиньш Щенёв |
| |                                     |                                                         |        |                     |
| | 27                                  | Броски                                                  | 34     |                     |

| 20 ноября 2011 | Витязь | 1 : 3 (1:1, 0:1, 0:1) | Северсталь | ЛХЦ «Витязь» Зрителей: 3000 |

| Отчёт                           | Отчёт                   | Отчёт                                                                              | Отчёт   | Отчёт              |
| ------------------------------- | ----------------------- | ---------------------------------------------------------------------------------- | ------- | ------------------ |
|                                 |                         |                                                                                    |         |                    |
|                                 | Алистратов              | Вратари                                                                            | Тарасов | Судьи: Беляев Деев |
|                                 | Голы:                   |                                                                                    |         | Судьи: Беляев Деев |
| Туляков (Кудинов, Федосеев) 13' | 1 : 0 1 : 1 1 : 2 1 : 3 | Цветков (Немец) 15' Казаковцев (Лехтонен,Сидякин) 30' Чудинов (Цветков) 58' (бол.) |         | Судьи: Беляев Деев |
|                                 |                         |                                                                                    |         | Судьи: Беляев Деев |
|                                 |                         |                                                                                    |         | Судьи: Беляев Деев |
|                                 |                         |                                                                                    |         | Судьи: Беляев Деев |
| 12 мин                          | Штраф                   | 8 мин                                                                              |         | Судьи: Беляев Деев |
|                                 |                         |                                                                                    |         |                    |
|                                 | 27                      | Броски                                                                             | 27      |                    |

| 22 ноября 2011 | Спартак | 3 : 5 (1:0, 2:2, 0:3) | Северсталь | ДС «Сокольники» Зрителей: 2400 |

| Отчёт                                                                            | Отчёт                                           | Отчёт | Отчёт   | Отчёт                |
| -------------------------------------------------------------------------------- | ----------------------------------------------- | --- | ------- | -------------------- |
|                                                                                  |                                                 | |         |                      |
|                                                                                  | Касутин                                         | Вратари | Тарасов | Судьи: Рённ Ромасько |
|                                                                                  | Голы:                                           | |         | Судьи: Рённ Ромасько |
| Медведев (Денежкин, Воронин) 8' Ружичка (Людучин) 27' Людучин (Бодров,Губин) 34' | 1 : 0 2 : 0 2 : 1 3 : 1 3 : 2 3 : 3 3 : 4 3 : 5 | Страка (Немец) 32' Ковыршин (Шефер,Шипачёв) 37' Нуртдинов (Ковыршин,Немец) 44' Страка (Чудинов,Шипачёв) 48' (бол.) Кетов (Шипачёв) 50' (бол.) |         | Судьи: Рённ Ромасько |
|                                                                                  |                                                 | |         | Судьи: Рённ Ромасько |
|                                                                                  |                                                 | |         | Судьи: Рённ Ромасько |
|                                                                                  |                                                 | |         | Судьи: Рённ Ромасько |
| 14 мин                                                                           | Штраф                                           | 8 мин |         | Судьи: Рённ Ромасько |
|                                                                                  |                                                 | |         |                      |
|                                                                                  | 30                                              | Броски | 43      |                      |

| 26 ноября 2011 | Северсталь | 2 : 3 (Б) (0:0, 0:2, 2:0, 0:0, 0:1) | Автомобилист | Ледовый дворец (Череповец) Зрителей: 5270 |

| Отчёт                                            | Отчёт                         | Отчёт                                                               | Отчёт   | Отчёт                   |
| ------------------------------------------------ | ----------------------------- | ------------------------------------------------------------------- | ------- | ----------------------- |
|                                                  |                               |                                                                     |         |                         |
|                                                  | Тарасов                       | Вратари                                                             | Лисутин | Судьи: Беляев Карабанов |
|                                                  | Голы:                         |                                                                     |         | Судьи: Беляев Карабанов |
| Нуртдинов (Ковыршин) 51' Ковыршин (Степанов) 59' | 0 : 1 0 : 2 1 : 2 2 : 2 2 : 3 | Малыхин (Савченко, Селуянов) 22' Малыхин (Логинов) 39' Малыхин (ПБ) |         | Судьи: Беляев Карабанов |
|                                                  |                               |                                                                     |         | Судьи: Беляев Карабанов |
|                                                  |                               |                                                                     |         | Судьи: Беляев Карабанов |
|                                                  |                               |                                                                     |         | Судьи: Беляев Карабанов |
| 8 мин                                            | Штраф                         | 12 мин                                                              |         | Судьи: Беляев Карабанов |
|                                                  |                               |                                                                     |         |                         |
|                                                  | 31                            | Броски                                                              | 29      |                         |

| 28 ноября 2011 | Северсталь | 7 : 1 (3:1, 1:0, 3:0) | Барыс | Ледовый дворец (Череповец) Зрителей: 3130 |

| Отчёт | Отчёт                                           | Отчёт                              | Отчёт           | Отчёт                  |
| --- | ----------------------------------------------- | ---------------------------------- | --------------- | ---------------------- |
| |                                                 |                                    |                 |                        |
| | Кошечкин                                        | Вратари                            | Еремеев / Гласс | Судьи: Оленин Феофанов |
| | Голы:                                           |                                    |                 | Судьи: Оленин Феофанов |
| Лехтонен (Казаковцев,Шипачёв) 10' Чудинов (Столяров,Шипачёв) 10' Степанов (Киселевич,Ковыршин) 11' Лехтонен (Кронвалл,Шипачёв) 35' Кетов (Чудинов) 48' (мен.) Сидякин (Страка) 54' (мен.) Казаковцев (Кронвалл,Чудинов) 57' (бол.) | 0 : 1 1 : 1 2 : 1 3 : 1 4 : 1 5 : 1 6 : 1 7 : 1 | Даллман (Боченски,Крепс) 6' (бол.) |                 | Судьи: Оленин Феофанов |
| |                                                 |                                    |                 | Судьи: Оленин Феофанов |
| |                                                 |                                    |                 | Судьи: Оленин Феофанов |
| |                                                 |                                    |                 | Судьи: Оленин Феофанов |
| 16 мин | Штраф                                           | 24 мин                             |                 | Судьи: Оленин Феофанов |
| |                                                 |                                    |                 |                        |
| | 41                                              | Броски                             | 34              |                        |

| 30 ноября 2011 | Северсталь | 1 : 4 (1:0, 0:3, 0:1) | Трактор | Ледовый дворец (Череповец) Зрителей: 4985 |

| Отчёт                       | Отчёт                         | Отчёт | Отчёт   | Отчёт               |
| --------------------------- | ----------------------------- | --- | ------- | ------------------- |
|                             |                               | |         |                     |
|                             | Кошечкин                      | Вратари | Гарнетт | Судьи: Рённ Сергеев |
|                             | Голы:                         | |         | Судьи: Рённ Сергеев |
| Страка (Пуйстола) 9' (бол.) | 1 : 0 1 : 1 1 : 2 1 : 3 1 : 4 | Чистов (Рязанцев) 27' (бол.) Рязанцев (Попов,Антипов) 27' Панов (Контиола) 32' Панов (Контиола,Якуценя) 60' |         | Судьи: Рённ Сергеев |
|                             |                               | |         | Судьи: Рённ Сергеев |
|                             |                               | |         | Судьи: Рённ Сергеев |
|                             |                               | |         | Судьи: Рённ Сергеев |
| 18 мин                      | Штраф                         | 14 мин |         | Судьи: Рённ Сергеев |
|                             |                               | |         |                     |
|                             | 32                            | Броски | 26      |                     |

| 4 декабря 2011 | Динамо Минск | 3 : 1 (1:1, 2:0, 0:0) | Северсталь | Минск-Арена Зрителей: 15 086 |

| Отчёт                                                                           | Отчёт                   | Отчёт                            | Отчёт              | Отчёт                |
| ------------------------------------------------------------------------------- | ----------------------- | -------------------------------- | ------------------ | -------------------- |
|                                                                                 |                         |                                  |                    |                      |
|                                                                                 | Лаланд                  | Вратари                          | Тарасов / Кошечкин | Судьи: Белов Буланов |
|                                                                                 | Голы:                   |                                  |                    | Судьи: Белов Буланов |
| Денисов (Плэтт,Коробов) 19' (бол.) Каралахти 37' Обшут (Дрозд,Стась) 39' (бол.) | 0 : 1 1 : 1 2 : 1 3 : 1 | Казаковцев (Ковыршин,Чудинов) 9' |                    | Судьи: Белов Буланов |
|                                                                                 |                         |                                  |                    | Судьи: Белов Буланов |
|                                                                                 |                         |                                  |                    | Судьи: Белов Буланов |
|                                                                                 |                         |                                  |                    | Судьи: Белов Буланов |
| 49 мин                                                                          | Штраф                   | 16 мин                           |                    | Судьи: Белов Буланов |
|                                                                                 |                         |                                  |                    |                      |
|                                                                                 | 30                      | Броски                           | 20                 |                      |

| 6 декабря 2011 | Динамо Мск | 2 : 1 (1:0, 1:1, 0:0) | Северсталь | МСА «Лужники» Зрителей: 3200 |

| Отчёт                                                  | Отчёт             | Отчёт                | Отчёт   | Отчёт                  |
| ------------------------------------------------------ | ----------------- | -------------------- | ------- | ---------------------- |
|                                                        |                   |                      |         |                        |
|                                                        | Ерёменко          | Вратари              | Тарасов | Судьи: Балушка Кадыров |
|                                                        | Голы:             |                      |         | Судьи: Балушка Кадыров |
| Соин (Козлов) 12' Квапил (Граняк,К. Волков) 31' (бол.) | 1 : 0 1 : 1 2 : 1 | Страка (Шипачёв) 27' |         | Судьи: Балушка Кадыров |
|                                                        |                   |                      |         | Судьи: Балушка Кадыров |
|                                                        |                   |                      |         | Судьи: Балушка Кадыров |
|                                                        |                   |                      |         | Судьи: Балушка Кадыров |
| 10 мин                                                 | Штраф             | 16 мин               |         | Судьи: Балушка Кадыров |
|                                                        |                   |                      |         |                        |
|                                                        | 35                | Броски               | 18      |                        |

| 8 декабря 2011 | Торпедо НН | 3 : 2 (0:0, 1:2, 2:0) | Северсталь | Нагорный дворец спорта профсоюзов Зрителей: 5600 |

| Отчёт                                                                              | Отчёт                         | Отчёт                                                             | Отчёт   | Отчёт                    |
| ---------------------------------------------------------------------------------- | ----------------------------- | ----------------------------------------------------------------- | ------- | ------------------------ |
|                                                                                    |                               |                                                                   |         |                          |
|                                                                                    | Коваль                        | Вратари                                                           | Тарасов | Судьи: Черенков Анисимов |
|                                                                                    | Голы:                         |                                                                   |         | Судьи: Черенков Анисимов |
| Варнаков 36' Хиетанен (Воробьёв,Эллисон) 53' (бол.) Варламов (Тёрнберг) 54' (бол.) | 0 : 1 1 : 1 1 : 2 2 : 2 3 : 2 | Шипачёв (Пуйстола) 22' (мен.) Цветков (Немец,Столяров) 37' (бол.) |         | Судьи: Черенков Анисимов |
|                                                                                    |                               |                                                                   |         | Судьи: Черенков Анисимов |
|                                                                                    |                               |                                                                   |         | Судьи: Черенков Анисимов |
|                                                                                    |                               |                                                                   |         | Судьи: Черенков Анисимов |
| 8 мин                                                                              | Штраф                         | 20 мин                                                            |         | Судьи: Черенков Анисимов |
|                                                                                    |                               |                                                                   |         |                          |
|                                                                                    | 30                            | Броски                                                            | 21      |                          |

| 11 декабря 2011 | Северсталь | 4 : 1 (3:0, 0:0, 1:1) | Торпедо НН | Ледовый дворец (Череповец) Зрителей: 4900 |

| Отчёт | Отчёт                         | Отчёт                             | Отчёт             | Отчёт                 |
| --- | ----------------------------- | --------------------------------- | ----------------- | --------------------- |
| |                               |                                   |                   |                       |
| | Тарасов                       | Вратари                           | Коваль / Туоккола | Судьи: Васильев Гусев |
| | Голы:                         |                                   |                   | Судьи: Васильев Гусев |
| Лехтонен (Казаковцев,Кронвалл) 7' Кетов (Шипачёв,Немец) 10' Ковыршин (Лехтонен,Киселевич) 13' Ковыршин (Шефер,Степанов) 54' (бол.) | 1 : 0 2 : 0 3 : 0 3 : 1 4 : 1 | Тёрнберг (Маленьких,Хиетанен) 46' |                   | Судьи: Васильев Гусев |
| |                               |                                   |                   | Судьи: Васильев Гусев |
| |                               |                                   |                   | Судьи: Васильев Гусев |
| |                               |                                   |                   | Судьи: Васильев Гусев |
| 10 мин | Штраф                         | 24 мин                            |                   | Судьи: Васильев Гусев |
| |                               |                                   |                   |                       |
| | 32                            | Броски                            | 35                |                       |

| 13 ноября 2010 | Северсталь | 4 : 0 (2:0, 2:0) | Алмаз | Ледовый дворец (Череповец) |

| Отчёт                                                                                               | Отчёт                   | Отчёт   | Отчёт              | Отчёт |
| --------------------------------------------------------------------------------------------------- | ----------------------- | ------- | ------------------ | ----- |
| |                         |         |                    |       |
| | Кошечкин / Перетягин    | Вратари | Тарасов / Смирягин |       |
| | Голы:                   |         |                    |       |
| В. Попов (Зайцев) 5' Нуртдинов 14' Цветков (Степанов,Пуйстола) 29' Нуртдинов (Аношенков) 32' (бол.) | 1 : 0 2 : 0 3 : 0 4 : 0 |         |                    |       |
| |                         |         |                    |       |
| |                         |         |                    |       |
| |                         |         |                    |       |
| |                         |         |                    |       |
| |                         |         |                    |       |

| 21 декабря 2011 | Северсталь | 4 : 3 (Б) (0:1, 3:1, 0:1, 0:0, 1:0) | Авангард | Ледовый дворец (Череповец) Зрителей: 4150 |

| Отчёт | Отчёт                                     | Отчёт                                                                                           | Отчёт | Отчёт                  |
| --- | ----------------------------------------- | ----------------------------------------------------------------------------------------------- | ----- | ---------------------- |
| |                                           |                                                                                                 |       |                        |
| | Тарасов                                   | Вратари                                                                                         | Рямё  | Судьи: Рогачёв Раводин |
| | Голы:                                     |                                                                                                 |       | Судьи: Рогачёв Раводин |
| Степанов (Шипачёв,Цветков) 25' (бол.) Цветков (Шипачёв) 25' (бол.) Пуйстола (Степанов,Цветков) 25' (бол.) Цветков (ПБ) | 0 : 1 1 : 1 2 : 1 3 : 1 3 : 2 3 : 3 4 : 3 | Червенка (Фролов,Калюжный) 16' (бол.) Курьянов (Гусев,Попов) 34' (бол.) Червенка (Калюжный) 41' |       | Судьи: Рогачёв Раводин |
| |                                           |                                                                                                 |       | Судьи: Рогачёв Раводин |
| |                                           |                                                                                                 |       | Судьи: Рогачёв Раводин |
| |                                           |                                                                                                 |       | Судьи: Рогачёв Раводин |
| 12 мин | Штраф                                     | 18 мин                                                                                          |       | Судьи: Рогачёв Раводин |
| |                                           |                                                                                                 |       |                        |
| | 31                                        | Броски                                                                                          | 36    |                        |

| 23 декабря 2011 | Северсталь | 1 : 4 (1:1, 0:1, 0:2) | Металлург Мг | Ледовый дворец (Череповец) Зрителей: 4500 |

| Отчёт                        | Отчёт                         | Отчёт | Отчёт  | Отчёт                    |
| ---------------------------- | ----------------------------- | --- | ------ | ------------------------ |
|                              |                               | |        |                          |
|                              | Тарасов                       | Вратари | Ахонен | Судьи: Черенков Цыплаков |
|                              | Голы:                         | |        | Судьи: Черенков Цыплаков |
| Нуртдинов (Трунёв,Немец) 20' | 0 : 1 1 : 1 1 : 2 1 : 3 1 : 4 | Лисин (Хлыстов) 13' Твердовский (Сушинский) 25' (бол.) Михнов (Бут) 47' Мозякин (Кайгородов,Сушинский) 52' |        | Судьи: Черенков Цыплаков |
|                              |                               | |        | Судьи: Черенков Цыплаков |
|                              |                               | |        | Судьи: Черенков Цыплаков |
|                              |                               | |        | Судьи: Черенков Цыплаков |
| 4 мин                        | Штраф                         | 14 мин |        | Судьи: Черенков Цыплаков |
|                              |                               | |        |                          |
|                              | 30                            | Броски | 27     |                          |

| 25 декабря 2011 | Северсталь | 1 : 0 (Б) (0:0, 0:0, 0:0, 0:0, 1:0) | Югра | Ледовый дворец (Череповец) Зрителей: 3335 |

| Отчёт       | Отчёт    | Отчёт   | Отчёт   | Отчёт                  |
| ----------- | -------- | ------- | ------- | ---------------------- |
|             |          |         |         |                        |
|             | Кошечкин | Вратари | Бирюков | Судьи: Захаров Семёнов |
|             | Голы:    |         |         | Судьи: Захаров Семёнов |
| Страка (ПБ) | 1 : 0    |         |         | Судьи: Захаров Семёнов |
|             |          |         |         | Судьи: Захаров Семёнов |
|             |          |         |         | Судьи: Захаров Семёнов |
|             |          |         |         | Судьи: Захаров Семёнов |
| 2 мин       | Штраф    | 6 мин   |         | Судьи: Захаров Семёнов |
|             |          |         |         |                        |
|             | 31       | Броски  | 33      |                        |

| 27 декабря 2011 | Северсталь | 3 : 2 (1:0, 1:1, 1:1) | Спартак | Ледовый дворец (Череповец) Зрителей: 3350 |

| Отчёт                                                                                                | Отчёт                         | Отчёт                            | Отчёт   | Отчёт                 |
| --- | ----------------------------- | -------------------------------- | ------- | --------------------- |
| |                               |                                  |         |                       |
| | Кошечкин                      | Вратари                          | Касутин | Судьи: Комаров Одиньш |
| | Голы:                         |                                  |         | Судьи: Комаров Одиньш |
| Степанов (Чудинов,Цветков) 17' Столяров (Кронвалл,Кетов) 25' (бол.) Нуртдинов (Егоршев,Степанов) 53' | 1 : 0 2 : 0 2 : 1 3 : 1 3 : 2 | Бодров (Воронин) 29' Ружичка 60' |         | Судьи: Комаров Одиньш |
| |                               |                                  |         | Судьи: Комаров Одиньш |
| |                               |                                  |         | Судьи: Комаров Одиньш |
| |                               |                                  |         | Судьи: Комаров Одиньш |
| 10 мин                                                                                               | Штраф                         | 26 мин                           |         | Судьи: Комаров Одиньш |
| |                               |                                  |         |                       |
| | 39                            | Броски                           | 28      |                       |

| 3 января 2012 | Северсталь | 4 : 1 (1:1, 0:0, 3:0) | Витязь | Ледовый дворец (Череповец) Зрителей: 5700 |

| Отчёт                                                                                              | Отчёт                         | Отчёт             | Отчёт      | Отчёт                 |
| -------------------------------------------------------------------------------------------------- | ----------------------------- | ----------------- | ---------- | --------------------- |
| |                               |                   |            |                       |
| | Тарасов                       | Вратари           | Алистратов | Судьи: Балушка Беляев |
| | Голы:                         |                   |            | Судьи: Балушка Беляев |
| Немец (Цветков) 3' Сидякин (Чудинов,Шипачёв) 52' Монс (Чудинов,Бойков) 54' Шипачёв (Нуртдинов) 60' | 1 : 0 1 : 1 2 : 1 3 : 1 4 : 1 | Поснов 10' (мен.) |            | Судьи: Балушка Беляев |
| |                               |                   |            | Судьи: Балушка Беляев |
| |                               |                   |            | Судьи: Балушка Беляев |
| |                               |                   |            | Судьи: Балушка Беляев |
| 20 мин                                                                                             | Штраф                         | 16 мин            |            | Судьи: Балушка Беляев |
| |                               |                   |            |                       |
| | 58                            | Броски            | 16         |                       |

| 7 января 2012 | Атлант | 3 : 0 (1:0, 1:0, 1:0) | Северсталь | Арена Мытищи Зрителей: 6600 |

| Отчёт                                                    | Отчёт             | Отчёт   | Отчёт   | Отчёт                 |
| -------------------------------------------------------- | ----------------- | ------- | ------- | --------------------- |
|                                                          |                   |         |         |                       |
|                                                          | Барулин           | Вратари | Тарасов | Судьи: Захаров Оленин |
|                                                          | Голы:             |         |         | Судьи: Захаров Оленин |
| Уппер (Радивоевич) 2' Андерссон (Жердев) 27' Рыбаков 46' | 1 : 0 2 : 0 3 : 0 |         |         | Судьи: Захаров Оленин |
|                                                          |                   |         |         | Судьи: Захаров Оленин |
|                                                          |                   |         |         | Судьи: Захаров Оленин |
|                                                          |                   |         |         | Судьи: Захаров Оленин |
| 14 мин                                                   | Штраф             | 37 мин  |         | Судьи: Захаров Оленин |
|                                                          |                   |         |         |                       |
|                                                          | 40                | Броски  | 27      |                       |

| 9 января 2012 | Торпедо НН | 7 : 1 (1:0, 4:0, 2:1) | Северсталь | Нагорный дворец спорта профсоюзов Зрителей: 5600 |

| Отчёт | Отчёт                                           | Отчёт                        | Отчёт              | Отчёт                |
| --- | ----------------------------------------------- | ---------------------------- | ------------------ | -------------------- |
| |                                                 |                              |                    |                      |
| | Коваль / Туоккола                               | Вратари                      | Тарасов / Кошечкин | Судьи: Бутурлин Рённ |
| | Голы:                                           |                              |                    | Судьи: Бутурлин Рённ |
| Макаров (Тёрнберг,Варламов) 4' Хиетанен (М. Потапов,Тёрнберг) 27' Угаров (Хиетанен,Макаров) 28' А. Потапов (Галузин) 34' М. Потапов (Галузин) 39' Евсеенков (Макаров) 41' (бол.) Зайнуллин (Васильев,Валуйский) 42' | 1 : 0 2 : 0 3 : 0 4 : 0 5 : 0 6 : 0 7 : 0 7 : 1 | Чудинов (Страка,Шипачёв) 51' |                    | Судьи: Бутурлин Рённ |
| |                                                 |                              |                    | Судьи: Бутурлин Рённ |
| |                                                 |                              |                    | Судьи: Бутурлин Рённ |
| |                                                 |                              |                    | Судьи: Бутурлин Рённ |
| 4 мин | Штраф                                           | 16 мин                       |                    | Судьи: Бутурлин Рённ |
| |                                                 |                              |                    |                      |
| | 36                                              | Броски                       | 22                 |                      |

| 11 января 2012 | СКА | 0 : 4 (0:1, 0:2, 0:1) | Северсталь | Ледовый дворец (Санкт-Петербург) Зрителей: 9500 |

| Отчёт  | Отчёт                   | Отчёт | Отчёт    | Отчёт               |
| ------ | ----------------------- | --- | -------- | ------------------- |
|        |                         | |          |                     |
|        | Штепанек                | Вратари | Кошечкин | Судьи: Кулаков Рённ |
|        | Голы:                   | |          | Судьи: Кулаков Рённ |
|        | 0 : 1 0 : 2 0 : 3 0 : 4 | Лехтонен (Страка,Егоршев) 19' Столяров (Цветков,Шипачёв) 22' Страка (Власенков,Киселевич) 38' Шипачёв (Цветков,Чудинов) 48' (бол.) |          | Судьи: Кулаков Рённ |
|        |                         | |          | Судьи: Кулаков Рённ |
|        |                         | |          | Судьи: Кулаков Рённ |
|        |                         | |          | Судьи: Кулаков Рённ |
| 18 мин | Штраф                   | 14 мин |          | Судьи: Кулаков Рённ |
|        |                         | |          |                     |
|        | 36                      | Броски | 16       |                     |

| 14 января 2012 | Северсталь | 4 : 3 (Б) (2:0, 0:0, 1:3, 0:0, 1:0) | Металлург Нк | Ледовый дворец (Череповец) Зрителей: 5140 |

| Отчёт | Отчёт                                     | Отчёт | Отчёт             | Отчёт                   |
| --- | ----------------------------------------- | --- | ----------------- | ----------------------- |
| |                                           | |                   |                         |
| | Кошечкин                                  | Вратари                                                                                                   | Лассила / Лазушин | Судьи: Бондарь Черенков |
| | Голы:                                     | |                   | Судьи: Бондарь Черенков |
| Нуртдинов (Трунёв,Цветков) 8' (бол.) Степанов (Столяров,Чудинов) 13' (бол.) Киселевич (Власенков,Нуртдинов) 48' Цветков (ПБ) | 1 : 0 2 : 0 2 : 1 3 : 1 3 : 2 3 : 3 4 : 3 | Вяливаара (Медведев,Головин) 46' (бол.) Кагарлицкий (Лассила) 50' (мен.) Вяливаара (Головин,Медведев) 60' |                   | Судьи: Бондарь Черенков |
| |                                           | |                   | Судьи: Бондарь Черенков |
| |                                           | |                   | Судьи: Бондарь Черенков |
| |                                           | |                   | Судьи: Бондарь Черенков |
| 20 мин | Штраф                                     | 24 мин |                   | Судьи: Бондарь Черенков |
| |                                           | |                   |                         |
| | 25                                        | Броски | 27                |                         |

| 16 января 2012 | Северсталь | 3 : 2 (3:0, 0:1, 0:1) | Амур | Ледовый дворец (Череповец) Зрителей: 3385 |

| Отчёт                                                                                        | Отчёт                         | Отчёт                                                    | Отчёт | Отчёт               |
| -------------------------------------------------------------------------------------------- | ----------------------------- | -------------------------------------------------------- | ----- | ------------------- |
|                                                                                              |                               |                                                          |       |                     |
|                                                                                              | Тарасов                       | Вратари                                                  | Лашак | Судьи: Деев Киселёв |
|                                                                                              | Голы:                         |                                                          |       | Судьи: Деев Киселёв |
| Земченко (Казаковцев) 7' Нуртдинов (Цветков,Немец) 10' (бол.) Шипачёв (Степанов,Чудинов) 15' | 1 : 0 2 : 0 3 : 0 3 : 1 3 : 2 | Врана (Тарасов) 37' Степанов (Плотников, Игнатушкин) 58' |       | Судьи: Деев Киселёв |
|                                                                                              |                               |                                                          |       | Судьи: Деев Киселёв |
|                                                                                              |                               |                                                          |       | Судьи: Деев Киселёв |
|                                                                                              |                               |                                                          |       | Судьи: Деев Киселёв |
| 4 мин                                                                                        | Штраф                         | 8 мин                                                    |       | Судьи: Деев Киселёв |
|                                                                                              |                               |                                                          |       |                     |
|                                                                                              | 38                            | Броски                                                   | 33    |                     |

| 18 января 2012 | Северсталь | 1 : 0 (0:0, 1:0, 0:0) | Сибирь | Ледовый дворец (Череповец) Зрителей: 3600 |

| Отчёт                  | Отчёт    | Отчёт   | Отчёт   | Отчёт                  |
| ---------------------- | -------- | ------- | ------- | ---------------------- |
|                        |          |         |         |                        |
|                        | Кошечкин | Вратари | Брюклер | Судьи: Васильев Гофман |
|                        | Голы:    |         |         | Судьи: Васильев Гофман |
| Бергфорс (Шипачёв) 39' | 1 : 0    |         |         | Судьи: Васильев Гофман |
|                        |          |         |         | Судьи: Васильев Гофман |
|                        |          |         |         | Судьи: Васильев Гофман |
|                        |          |         |         | Судьи: Васильев Гофман |
| 12 мин                 | Штраф    | 14 мин  |         | Судьи: Васильев Гофман |
|                        |          |         |         |                        |
|                        | 30       | Броски  | 29      |                        |

| 24 января 2012 | Нефтехимик | 4 : 2 (1:0, 1:1, 2:1) | Северсталь | СКК «Нефтехимик» Зрителей: 5000 |

| Отчёт | Отчёт                               | Отчёт                                                        | Отчёт    | Отчёт                 |
| --- | ----------------------------------- | ------------------------------------------------------------ | -------- | --------------------- |
| |                                     |                                                              |          |                       |
| | Таркки                              | Вратари                                                      | Кошечкин | Судьи: Захаров Одиньш |
| | Голы:                               |                                                              |          | Судьи: Захаров Одиньш |
| Исламов (Мянтюля,Лемтюгов) 3' Архипов (Королюк) 31' Пестушко (Мамашев,Князев) 48' Полыгалов (Пестушко,Князев) 56' | 1 : 0 1 : 1 2 : 1 3 : 1 3 : 2 4 : 2 | Казаковцев (Лехтонен,Пуйстола) 27' Нуртдинов (Власенков) 49' |          | Судьи: Захаров Одиньш |
| |                                     |                                                              |          | Судьи: Захаров Одиньш |
| |                                     |                                                              |          | Судьи: Захаров Одиньш |
| |                                     |                                                              |          | Судьи: Захаров Одиньш |
| 8 мин | Штраф                               | 4 мин                                                        |          | Судьи: Захаров Одиньш |
| |                                     |                                                              |          |                       |
| | 28                                  | Броски                                                       | 27       |                       |

| 26 января 2012 | Салават Юлаев | 2 : 1 (Б) (0:0, 1:0, 0:1, 0:0, 1:0) | Северсталь | Уфа-Арена Зрителей: 7950 |

| Отчёт                                              | Отчёт             | Отчёт                          | Отчёт   | Отчёт                 |
| -------------------------------------------------- | ----------------- | ------------------------------ | ------- | --------------------- |
|                                                    |                   |                                |         |                       |
|                                                    | Эрсберг           | Вратари                        | Тарасов | Судьи: Балушка Гофман |
|                                                    | Голы:             |                                |         | Судьи: Балушка Гофман |
| Атюшов (Прошкин,Сапрыкин) 30' (бол.) Трубачёв (ПБ) | 1 : 0 1 : 1 2 : 1 | Бергфорс (Чудинов,Шипачёв) 60' |         | Судьи: Балушка Гофман |
|                                                    |                   |                                |         | Судьи: Балушка Гофман |
|                                                    |                   |                                |         | Судьи: Балушка Гофман |
|                                                    |                   |                                |         | Судьи: Балушка Гофман |
| 8 мин                                              | Штраф             | 8 мин                          |         | Судьи: Балушка Гофман |
|                                                    |                   |                                |         |                       |
|                                                    | 30                | Броски                         | 41      |                       |

| 28 января 2012 | Ак Барс | 0 : 1 (0:1, 0:0, 0:0) | Северсталь | Татнефть-Арена Зрителей: 4400 |

| Отчёт  | Отчёт   | Отчёт                         | Отчёт    | Отчёт                   |
| ------ | ------- | ----------------------------- | -------- | ----------------------- |
|        |         |                               |          |                         |
|        | Веханен | Вратари                       | Кошечкин | Судьи: Балушка Бутурлин |
|        | Голы:   |                               |          | Судьи: Балушка Бутурлин |
|        | 0 : 1   | Пуйстола (Цветков,Егоршев) 4' |          | Судьи: Балушка Бутурлин |
|        |         |                               |          | Судьи: Балушка Бутурлин |
|        |         |                               |          | Судьи: Балушка Бутурлин |
|        |         |                               |          | Судьи: Балушка Бутурлин |
| 12 мин | Штраф   | 10 мин                        |          | Судьи: Балушка Бутурлин |
|        |         |                               |          |                         |
|        | 28      | Броски                        | 29       |                         |

| 31 января 2012 | Северсталь | 2 : 4 (0:0, 2:4, 0:0) | Динамо Минск | Ледовый дворец (Череповец) Зрителей: 4200 |

| Отчёт                                                                | Отчёт                               | Отчёт                                                                                                   | Отчёт | Отчёт                   |
| -------------------------------------------------------------------- | ----------------------------------- | --- | ----- | ----------------------- |
|                                                                      |                                     | |       |                         |
|                                                                      | Тарасов / Кошечкин                  | Вратари                                                                                                 | Мезин | Судьи: Балушка Бутурлин |
|                                                                      | Голы:                               | |       | Судьи: Балушка Бутурлин |
| Шипачёв (Бергфорс,Степанов) 26' (бол.) Цветков (Столяров) 33' (мен.) | 1 : 0 1 : 1 1 : 2 1 : 3 1 : 4 2 : 4 | Обшут (Кулаков,Лайне) 28' Лайне (Дрозд) 29' Михалёв (Кулаков) 29' Мелешко (Обшут,Подградски) 32' (бол.) |       | Судьи: Балушка Бутурлин |
|                                                                      |                                     | |       | Судьи: Балушка Бутурлин |
|                                                                      |                                     | |       | Судьи: Балушка Бутурлин |
|                                                                      |                                     | |       | Судьи: Балушка Бутурлин |
| 8 мин                                                                | Штраф                               | 33 мин                                                                                                  |       | Судьи: Балушка Бутурлин |
|                                                                      |                                     | |       |                         |
|                                                                      | 31                                  | Броски                                                                                                  | 28    |                         |

| 2 февраля 2012 | Северсталь | 3 : 0 (1:0, 0:0, 2:0) | Лев | Ледовый дворец (Череповец) Зрителей: 3160 |

| Отчёт                                                                                    | Отчёт             | Отчёт   | Отчёт | Отчёт                  |
| ---------------------------------------------------------------------------------------- | ----------------- | ------- | ----- | ---------------------- |
|                                                                                          |                   |         |       |                        |
|                                                                                          | Тарасов           | Вратари | Лацо  | Судьи: Комаров Рогачёв |
|                                                                                          | Голы:             |         |       | Судьи: Комаров Рогачёв |
| Лехтонен (Немец,Цветков) 17' (бол.) Ковыршин (Егоршев,Алексеев) 51' Кетов (Бергфорс) 60' | 1 : 0 2 : 0 3 : 0 |         |       | Судьи: Комаров Рогачёв |
|                                                                                          |                   |         |       | Судьи: Комаров Рогачёв |
|                                                                                          |                   |         |       | Судьи: Комаров Рогачёв |
|                                                                                          |                   |         |       | Судьи: Комаров Рогачёв |
| 24 мин                                                                                   | Штраф             | 14 мин  |       | Судьи: Комаров Рогачёв |
|                                                                                          |                   |         |       |                        |
|                                                                                          | 33                | Броски  | 24    |                        |

| 4 февраля 2012 | Северсталь | 2 : 1 (1:0, 1:0, 0:1) | ЦСКА | Ледовый дворец (Череповец) Зрителей: 5700 |

| Отчёт                                                 | Отчёт             | Отчёт                                 | Отчёт | Отчёт              |
| ----------------------------------------------------- | ----------------- | ------------------------------------- | ----- | ------------------ |
|                                                       |                   |                                       |       |                    |
|                                                       | Тарасов           | Вратари                               | Станя | Судьи: Одиньш Рённ |
|                                                       | Голы:             |                                       |       | Судьи: Одиньш Рённ |
| Казаковцев (Лехтонен) 3' Кетов (Столяров,Шипачёв) 24' | 1 : 0 2 : 0 2 : 1 | Ожиганов (Гуськов,Перссон) 60' (бол.) |       | Судьи: Одиньш Рённ |
|                                                       |                   |                                       |       | Судьи: Одиньш Рённ |
|                                                       |                   |                                       |       | Судьи: Одиньш Рённ |
|                                                       |                   |                                       |       | Судьи: Одиньш Рённ |
| 16 мин                                                | Штраф             | 14 мин                                |       | Судьи: Одиньш Рённ |
|                                                       |                   |                                       |       |                    |
|                                                       | 39                | Броски                                | 29    |                    |

| 15 февраля 2012 | Атлант | 1 : 0 (Б) (0:0, 0:0, 0:0, 0:0, 1:0) | Северсталь | Арена Мытищи Зрителей: 5800 |

| Отчёт      | Отчёт   | Отчёт   | Отчёт    | Отчёт              |
| ---------- | ------- | ------- | -------- | ------------------ |
|            |         |         |          |                    |
|            | Барулин | Вратари | Кошечкин | Судьи: Рённ Оленин |
|            | Голы:   |         |          | Судьи: Рённ Оленин |
| Уппер (ПБ) | 1 : 0   |         |          | Судьи: Рённ Оленин |
|            |         |         |          | Судьи: Рённ Оленин |
|            |         |         |          | Судьи: Рённ Оленин |
|            |         |         |          | Судьи: Рённ Оленин |
| 8 мин      | Штраф   | 8 мин   |          | Судьи: Рённ Оленин |
|            |         |         |          |                    |
|            | 29      | Броски  | 31       |                    |

| 17 февраля 2012 | Северсталь | 1 : 3 (1:1, 0:2, 0:0) | СКА | Ледовый дворец (Череповец) Зрителей: 5717 |

| Отчёт                                 | Отчёт                   | Отчёт                                                                                                  | Отчёт    | Отчёт                   |
| ------------------------------------- | ----------------------- | --- | -------- | ----------------------- |
|                                       |                         | |          |                         |
|                                       | Кошечкин                | Вратари                                                                                                | Штепанек | Судьи: Захаров Черенков |
|                                       | Голы:                   | |          | Судьи: Захаров Черенков |
| Шипачёв (Кронвалл,Чудинов) 16' (бол.) | 1 : 0 1 : 1 1 : 2 1 : 3 | Мортенссон (Денисов,Гребешков) 19' (бол.) Вейнхандль (Воробьёв) 27' Торесен (Кольцов,Пруха) 35' (бол.) |          | Судьи: Захаров Черенков |
|                                       |                         | |          | Судьи: Захаров Черенков |
|                                       |                         | |          | Судьи: Захаров Черенков |
|                                       |                         | |          | Судьи: Захаров Черенков |
| 14 мин                                | Штраф                   | 44 мин                                                                                                 |          | Судьи: Захаров Черенков |
|                                       |                         | |          |                         |
|                                       | 38                      | Броски                                                                                                 | 41       |                         |

| 20 февраля 2012 | Северсталь | 8 : 2 (1:1, 5:0, 2:1) | Витязь | Ледовый дворец (Череповец) Зрителей: 3550 |

| Отчёт | Отчёт                                                       | Отчёт                                          | Отчёт                | Отчёт                 |
| --- | ----------------------------------------------------------- | ---------------------------------------------- | -------------------- | --------------------- |
| |                                                             |                                                |                      |                       |
| | Тарасов                                                     | Вратари                                        | Алистратов / Денисов | Судьи: Балушка Оленин |
| | Голы:                                                       |                                                |                      | Судьи: Балушка Оленин |
| Монс (Земченко,Сидякин) 4' Бергфорс (Шипачёв,Кронвалл) 27' Немец (Ковыршин,Степанов) 29' Трунёв (Чудинов) 30' Нуртдинов (Цветков) 33' Ковыршин (Лехтонен,Егоршев) 36' (бол.) Егоршев (Киселевич) 45' (бол.) Шипачёв (Чудинов,Бергфорс) 60' (бол.) | 1 : 0 1 : 1 2 : 1 3 : 1 4 : 1 5 : 1 6 : 1 7 : 1 7 : 2 8 : 2 | Двуреченский (Сазонов,Романов) 12' Таталин 57' |                      | Судьи: Балушка Оленин |
| |                                                             |                                                |                      | Судьи: Балушка Оленин |
| |                                                             |                                                |                      | Судьи: Балушка Оленин |
| |                                                             |                                                |                      | Судьи: Балушка Оленин |
| 10 мин | Штраф                                                       | 18 мин                                         |                      | Судьи: Балушка Оленин |
| |                                                             |                                                |                      |                       |
| | 54                                                          | Броски                                         | 29                   |                       |

| 22 февраля 2012 | Автомобилист | 1 : 0 (ОТ) (0:0, 0:0, 0:0, 1:0) | Северсталь | КРК «Уралец» Зрителей: 3300 |

| Отчёт                               | Отчёт   | Отчёт   | Отчёт    | Отчёт                  |
| ----------------------------------- | ------- | ------- | -------- | ---------------------- |
|                                     |         |         |          |                        |
|                                     | Лобанов | Вратари | Кошечкин | Судьи: Рогачёв Сергеев |
|                                     | Голы:   |         |          | Судьи: Рогачёв Сергеев |
| Шепеленко (Малюшкин,Костючёнок) 62' | 1 : 0   |         |          | Судьи: Рогачёв Сергеев |
|                                     |         |         |          | Судьи: Рогачёв Сергеев |
|                                     |         |         |          | Судьи: Рогачёв Сергеев |
|                                     |         |         |          | Судьи: Рогачёв Сергеев |
| 10 мин                              | Штраф   | 12 мин  |          | Судьи: Рогачёв Сергеев |
|                                     |         |         |          |                        |
|                                     | 31      | Броски  | 36       |                        |

| 24 февраля 2012 | Барыс | 3 : 4 (Б) (0:1, 2:0, 1:2, 0:0, 0:1) | Северсталь | ДС «Казахстан» Зрителей: 2578 |

| Отчёт                                              | Отчёт                                     | Отчёт | Отчёт    | Отчёт               |
| -------------------------------------------------- | ----------------------------------------- | --- | -------- | ------------------- |
|                                                    |                                           | |          |                     |
|                                                    | Гласс                                     | Вратари | Кошечкин | Судьи: Гусев Одиньш |
|                                                    | Голы:                                     | |          | Судьи: Гусев Одиньш |
| Боченски 21' Доуз 33' Боченски (Юнланд) 49' (бол.) | 0 : 1 1 : 1 2 : 1 3 : 1 3 : 2 3 : 3 3 : 4 | Шипачёв (Степанов,Кетов) 7' Нуртдинов (Степанов,Чудинов) 52' (бол.) Шипачёв (Нуртдинов,Степанов) 60' Цветков (ПБ) |          | Судьи: Гусев Одиньш |
|                                                    |                                           | |          | Судьи: Гусев Одиньш |
|                                                    |                                           | |          | Судьи: Гусев Одиньш |
|                                                    |                                           | |          | Судьи: Гусев Одиньш |
| 22 мин                                             | Штраф                                     | 4 мин |          | Судьи: Гусев Одиньш |
|                                                    |                                           | |          |                     |
|                                                    | 35                                        | Броски | 63       |                     |

| 26 февраля 2012 | Трактор | 5 : 4 (0:2, 3:2, 2:0) | Северсталь | ЛА «Трактор» Зрителей: 7500 |

| Отчёт | Отчёт                                                 | Отчёт | Отчёт              | Отчёт                    |
| --- | ----------------------------------------------------- | --- | ------------------ | ------------------------ |
| |                                                       | |                    |                          |
| | Гарнетт                                               | Вратари | Кошечкин / Тарасов | Судьи: Гашилов Наливайко |
| | Голы:                                                 | |                    | Судьи: Гашилов Наливайко |
| Панов (Контиола) 28' Чистов 30' Якуценя (Рязанцев) 31' (бол.) Рязанцев (Панов) 53' (бол.) Булис (Глинкин) 54' (бол.) | 0 : 1 0 : 2 1 : 2 2 : 2 3 : 2 3 : 3 3 : 4 4 : 4 5 : 4 | Бергфорс (Лехтонен) 10' (бол.) Столяров (Кронвалл,Шипачёв) 12' Кетов (Монс,Власенков) 33' Киселевич (Цветков) 35' |                    | Судьи: Гашилов Наливайко |
| |                                                       | |                    | Судьи: Гашилов Наливайко |
| |                                                       | |                    | Судьи: Гашилов Наливайко |
| |                                                       | |                    | Судьи: Гашилов Наливайко |
| 16 мин | Штраф                                                 | 12 мин |                    | Судьи: Гашилов Наливайко |
| |                                                       | |                    |                          |
| | 36                                                    | Броски | 19                 |                          |

#### Плей-офф
| 29 февраля 2012 | Атлант | 1 : 0 (0:0, 0:0, 1:0) | Северсталь | Арена Мытищи Зрителей: 6300 |

| Отчёт                             | Отчёт   | Отчёт   | Отчёт    | Отчёт                  |
| --------------------------------- | ------- | ------- | -------- | ---------------------- |
|                                   |         |         |          |                        |
|                                   | Барулин | Вратари | Кошечкин | Судьи: Балушка Кадыров |
|                                   | Голы:   |         |          | Судьи: Балушка Кадыров |
| Жердев (Закриссон,Нурисламов) 60' | 1 : 0   |         |          | Судьи: Балушка Кадыров |
|                                   |         |         |          | Судьи: Балушка Кадыров |
|                                   |         |         |          | Судьи: Балушка Кадыров |
|                                   |         |         |          | Судьи: Балушка Кадыров |
| 42 мин                            | Штраф   | 6 мин   |          | Судьи: Балушка Кадыров |
|                                   |         |         |          |                        |
|                                   | 27      | Броски  | 39       |                        |

| 1 марта 2012 | Атлант | 3 : 1 (0:1, 1:0, 2:0) | Северсталь | Арена Мытищи Зрителей: 6500 |

| Отчёт                                                        | Отчёт                   | Отчёт                          | Отчёт    | Отчёт                  |
| ------------------------------------------------------------ | ----------------------- | ------------------------------ | -------- | ---------------------- |
|                                                              |                         |                                |          |                        |
|                                                              | Барулин                 | Вратари                        | Кошечкин | Судьи: Кадыров Кулаков |
|                                                              | Голы:                   |                                |          | Судьи: Кадыров Кулаков |
| Каблуков (Семёнов) 23' Зубарев 41' Андерссон (Закриссон) 60' | 0 : 1 1 : 1 2 : 1 3 : 1 | Шипачёв (Чудинов,Столяров) 14' |          | Судьи: Кадыров Кулаков |
|                                                              |                         |                                |          | Судьи: Кадыров Кулаков |
|                                                              |                         |                                |          | Судьи: Кадыров Кулаков |
|                                                              |                         |                                |          | Судьи: Кадыров Кулаков |
| 4 мин                                                        | Штраф                   | 6 мин                          |          | Судьи: Кадыров Кулаков |
|                                                              |                         |                                |          |                        |
|                                                              | 35                      | Броски                         | 20       |                        |

| 3 марта 2012 | Северсталь | 2 : 1 (ОТ) (1:1, 0:0, 0:0, 1:0) | Атлант | Ледовый дворец (Череповец) Зрителей: 5717 |

| Отчёт                                                 | Отчёт             | Отчёт                          | Отчёт   | Отчёт                     |
| ----------------------------------------------------- | ----------------- | ------------------------------ | ------- | ------------------------- |
|                                                       |                   |                                |         |                           |
|                                                       | Кошечкин          | Вратари                        | Барулин | Судьи: Анисимов Карабанов |
|                                                       | Голы:             |                                |         | Судьи: Анисимов Карабанов |
| Нуртдинов (Чудинов) 8' Немец (Столяров,Власенков) 69' | 0 : 1 1 : 1 2 : 1 | Нискала (Зубарев,Закриссон) 7' |         | Судьи: Анисимов Карабанов |
|                                                       |                   |                                |         | Судьи: Анисимов Карабанов |
|                                                       |                   |                                |         | Судьи: Анисимов Карабанов |
|                                                       |                   |                                |         | Судьи: Анисимов Карабанов |
| 10 мин                                                | Штраф             | 14 мин                         |         | Судьи: Анисимов Карабанов |
|                                                       |                   |                                |         |                           |
|                                                       | 46                | Броски                         | 35      |                           |

| 4 марта 2012 | Северсталь | 4 : 0 (0:0, 3:0, 1:0) | Атлант | Ледовый дворец (Череповец) Зрителей: 5717 |

| Отчёт | Отчёт                   | Отчёт   | Отчёт   | Отчёт                     |
| --- | ----------------------- | ------- | ------- | ------------------------- |
| |                         |         |         |                           |
| | Кошечкин                | Вратари | Барулин | Судьи: Бутурлин Карабанов |
| | Голы:                   |         |         | Судьи: Бутурлин Карабанов |
| Кронвалл (Власенков,Алексеев) 31' Егоршев (Шипачёв,Цветков) 39' Столяров (Кронвалл,Шипачёв) 40' Монс (Власенков,Алексеев) 57' | 1 : 0 2 : 0 3 : 0 4 : 0 |         |         | Судьи: Бутурлин Карабанов |
| |                         |         |         | Судьи: Бутурлин Карабанов |
| |                         |         |         | Судьи: Бутурлин Карабанов |
| |                         |         |         | Судьи: Бутурлин Карабанов |
| 22 мин | Штраф                   | 24 мин  |         | Судьи: Бутурлин Карабанов |
| |                         |         |         |                           |
| | 45                      | Броски  | 30      |                           |

| 6 марта 2012 | Атлант | 3 : 1 (0:0, 1:0, 2:1) | Северсталь | Арена Мытищи Зрителей: 6500 |

| Отчёт                                                                          | Отчёт                   | Отчёт                   | Отчёт    | Отчёт               |
| ------------------------------------------------------------------------------ | ----------------------- | ----------------------- | -------- | ------------------- |
|                                                                                |                         |                         |          |                     |
|                                                                                | Барулин                 | Вратари                 | Кошечкин | Судьи: Гашилов Деев |
|                                                                                | Голы:                   |                         |          | Судьи: Гашилов Деев |
| Жердев (Нурисламов) 30' Радивоевич (Вишневский) 51' Радивоевич (Закриссон) 60' | 1 : 0 1 : 1 2 : 1 3 : 1 | Цветков (Нуртдинов) 48' |          | Судьи: Гашилов Деев |
|                                                                                |                         |                         |          | Судьи: Гашилов Деев |
|                                                                                |                         |                         |          | Судьи: Гашилов Деев |
|                                                                                |                         |                         |          | Судьи: Гашилов Деев |
| 29 мин                                                                         | Штраф                   | 8 мин                   |          | Судьи: Гашилов Деев |
|                                                                                |                         |                         |          |                     |
|                                                                                | 35                      | Броски                  | 30       |                     |

| 8 марта 2012 | Северсталь | 1 : 2 (1:0, 0:0, 0:2) | Атлант | Ледовый дворец (Череповец) Зрителей: 5717 |

| Отчёт                      | Отчёт             | Отчёт                                         | Отчёт   | Отчёт               |
| -------------------------- | ----------------- | --------------------------------------------- | ------- | ------------------- |
|                            |                   |                                               |         |                     |
|                            | Кошечкин          | Вратари                                       | Барулин | Судьи: Белов Оленин |
|                            | Голы:             |                                               |         | Судьи: Белов Оленин |
| Алексеев (Трунёв,Немец) 6' | 1 : 0 1 : 1 1 : 2 | Радивоевич (Уппер) 47' Жердев (Закриссон) 56' |         | Судьи: Белов Оленин |
|                            |                   |                                               |         | Судьи: Белов Оленин |
|                            |                   |                                               |         | Судьи: Белов Оленин |
|                            |                   |                                               |         | Судьи: Белов Оленин |
| 4 мин                      | Штраф             | 14 мин                                        |         | Судьи: Белов Оленин |
|                            |                   |                                               |         |                     |
|                            | 31                | Броски                                        | 30      |                     |

## Турнирная таблица
Западная конференция. По итогам регулярного турнира

## Лидеры по амплуа
Исходя из данных статистики. По итогам сезона.